# Gravelines
Pour les articles homonymes, voir Gravelines (homonymie).
Gravelines (néerlandais : Grevelingen) est une commune française située dans le département du Nord, en région Hauts-de-France. Ses habitants sont appelés les Gravelinois.
La ville fait partie de la communauté urbaine de Dunkerque qui regroupe 17 communes et 200 704 habitants. Liée à la mer du Nord, Gravelines était, à l'origine, un village de pêcheurs spécialisés dans la pêche à la morue en Islande. Aujourd'hui, elle est principalement connue pour abriter la centrale nucléaire la plus puissante de France.
Gravelines est une ville au passé riche. Reconnue comme étant une « cité fortifiée », elle regorge des nombreuses richesses naturelles, culturelles et historiques. Son patrimoine et sa proximité avec l'Angleterre, la Belgique et les Pays-Bas participent au tourisme local. La ville est classée parmi les 105 « plus beaux détours de France ».

## Géographie

### Situation

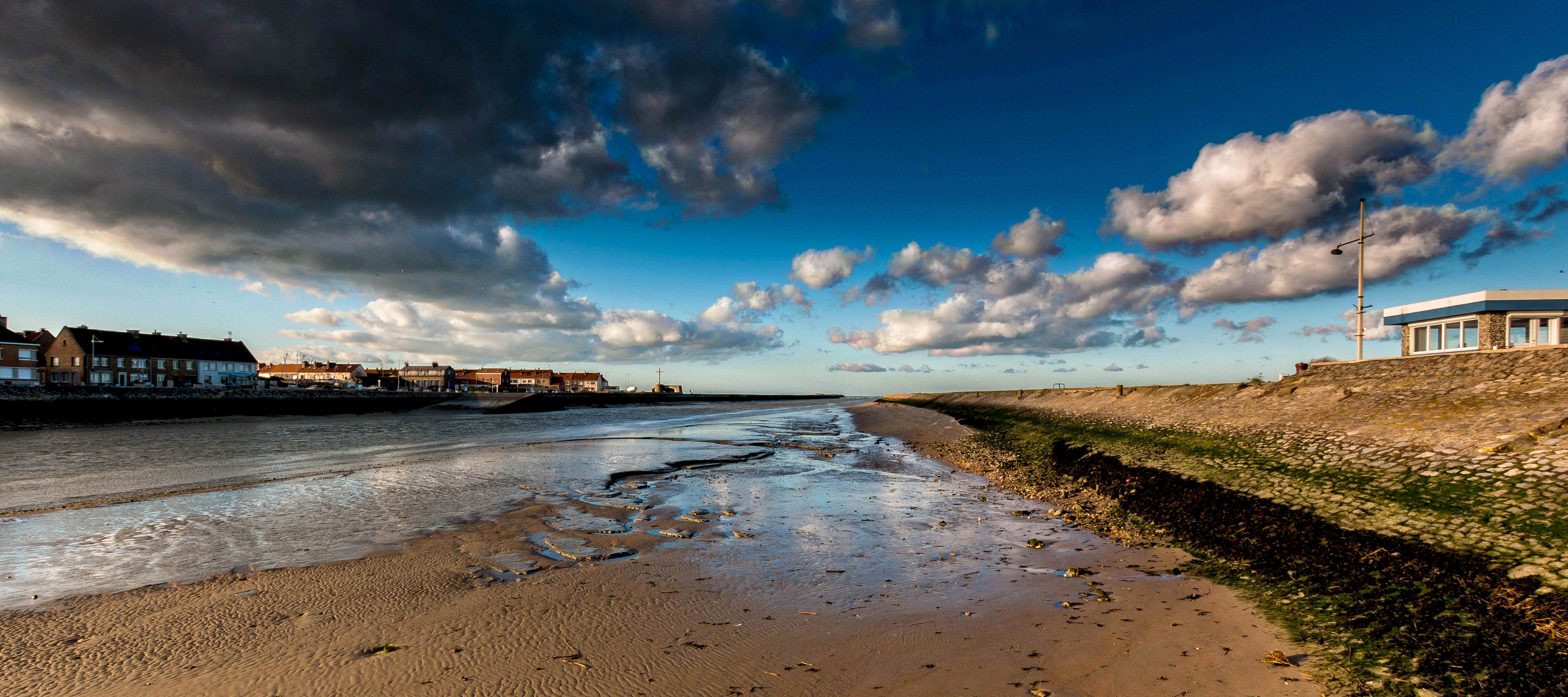
Embouchure de l'Aa

Gravelines est située dans le nord de la France, à la limite de la Flandre maritime, en bordure de la mer du Nord et à l'embouchure de l'Aa, à 18 km à l'ouest de Dunkerque, 20 km à l'est de Calais et environ 75 km au nord-ouest de Lille.
La commune de Gravelines est constituée de quatre lieux :
- Gravelines centre : c'est le centre-ville ceint par les fortifications
- Les Huttes : c'est l'ancien petit village de pêcheurs, il existait déjà sous l'Ancien Régime. Il se situe à 1 km du centre-ville sur la route de Dunkerque.
- Petit-Fort-Philippe : petit hameau qui s'est développé au bord du chenal, au cours du XIXe siècle. Il se situe à 1 km du centre-ville au bord de la mer. C'est aujourd'hui la station balnéaire de Gravelines.
- Pont de Pierre : c'est un quartier résidentiel neuf à 1,5 km du centre-ville, autrefois parsemé de fermes.

La centrale nucléaire de Gravelines se situe en bord de la Mer du Nord au nord-est du centre-ville.

### Voies de communications et transports

#### Port
Gravelines demeure un port. Il se situe à l'embouchure de l'Aa, qui s'y jette dans la mer, au fond d'un chenal de 3,8 kilomètres encadré par Grand-Fort-Philippe et Petit-Fort-Philippe. Soumis à l'action des marées, il n'est accessible qu'à des bateaux de faible tonnage et a de nos jours une forte activité de port de plaisance.
Initialement crée en 1866, sur l'actuel territoire de Grand-Fort-Philippe, par la Société Centrale de Sauvetage des Naufragés, la station de sauvetage en mer passée sous la bannière de la SNSM en 1967 est présente à Gravelines sur le quartier de Petit-Fort-Philippe.

#### Réseau routier
Gravelines est longée au sud par l'autoroute A16 (Paris-Beauvais-Amiens-Boulogne-Calais-Dunkerque), qui la dessert par le biais des sorties 51 et 52.
Elle est également à proximité des autoroutes A25 (Dunkerque-Lille) et A26 (Calais-Arras-Reims-Troyes).

#### Transport en commun
La commune est desservie par les lignes C4A, 23 et 26 du réseau DK'BUS.
Le réseau de la Région Hauts-de-France propose également une ligne de bus entre Gravelines et Calais, en passant par Oye-Plage et Marck.

#### Transport ferroviaire
La gare de Gravelines est desservie par la ligne P72 (Calais-Ville <> Dunkerque) du réseau TER Hauts-de-France.

#### Réseau aérien
L'aéroport le plus proche est celui de Calais-Dunkerque, à Marck, qui accueille principalement de l'aviation privée, de loisirs, de tourisme et d'affaire.
L'aéroport international de Lille-Lesquin est situé à 100 km de la ville.
L'aérodrome des Moëres dessert également l'agglomération.

### Hydrographie

#### Réseau hydrographique
La commune est située dans le bassin Artois-Picardie. Elle est drainée par l'Aa canalisée, la rivière d'Oye, la Schelvliet, le Grand Drack, le Grand Meulen Gracht, le Grand denna, le Grand Saint Willebrode, le watergang des Hemmes Saint-Pol, divers bras de décharge du Schelvliet, la branche du Grand saint-willibrod, le port de Gravelines, le watergang Craye Dyck, le watergang le Petit Saint-Willibrod et divers autres petits cours d'eau,.
L'Aa est un fleuve côtier Aa canalisée, d'une longueur de 89 km, qui prend sa source dans la commune d'Arques et se jette dans la mer du Nord· sur la commune. La section traversant la commune est canalisée.
L'Oye, d'une longueur de 14 km, prend sa source dans la commune de Marck et se jette dans l'Aa canalisée sur la commune, après avoir traversé neuf communes.
La Schelvliet est un cours d'eau d'une longueur de 12 km, qui prend sa source dans la commune de Craywick et se jette dans l'Aa canalisée sur la commune, après avoir traversé quatre communes.

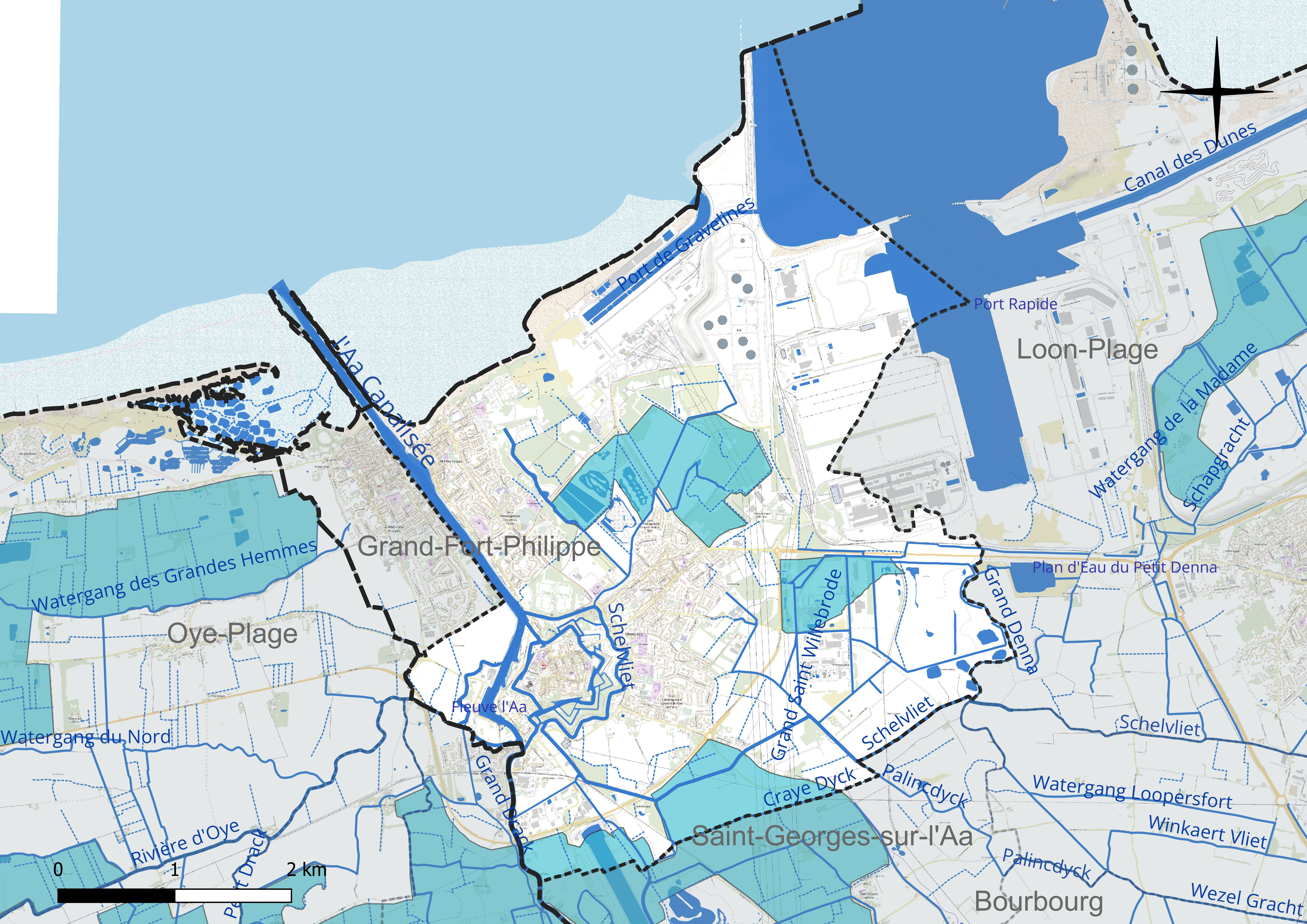
Réseau hydrographique de Gravelines.

Deux plans d'eau complètent le réseau hydrographique : Fleuve l'Aa (3,2 ha) et Port Rapide, d'une superficie totale de 187,4 ha (25,2 ha sur la commune),.

#### Gestion et qualité des eaux
Le territoire communal est couvert par le schéma d'aménagement et de gestion des eaux (SAGE) « Delta de l'Aa ». Ce document de planification concerne un territoire de 1 208 km2 de superficie, délimité par le bassin versant de l'Aa. Le périmètre a été arrêté le 18 août 2000 et le SAGE proprement dit a été approuvé le 15 mars 2010. La structure porteuse de l'élaboration et de la mise en œuvre est l'Institution intercommunale des Wateringues.
La qualité des cours d'eau peut être consultée sur un site dédié géré par les agences de l'eau et l'Agence française pour la biodiversité.

### Climat
Pour des articles plus généraux, voir Climat des Hauts-de-France et Climat du Nord.
En 2010, le climat de la commune est de type climat océanique franc, selon une étude du CNRS s'appuyant sur une série de données couvrant la période 1971-2000. En 2020, Météo-France publie une typologie des climats de la France métropolitaine dans laquelle la commune est exposée à un climat océanique et est dans la région climatique Côtes de la Manche orientale, caractérisée par un faible ensoleillement (1 550 h/an) ; forte humidité de l'air (plus de 20 h/jour avec humidité relative > 80 % en hiver), vents forts fréquents.
Pour la période 1971-2000, la température annuelle moyenne est de 10,7 °C, avec une amplitude thermique annuelle de 13,3 °C. Le cumul annuel moyen de précipitations est de 736 mm, avec 12,7 jours de précipitations en janvier et 7,7 jours en juillet. Pour la période 1991-2020, la température moyenne annuelle observée sur la station météorologique la plus proche, située sur la commune de Marck à 13 km à vol d'oiseau, est de 11,0 °C et le cumul annuel moyen de précipitations est de 737,1 mm,. Pour l'avenir, les paramètres climatiques de la commune estimés pour 2050 selon différents scénarios d'émission de gaz à effet de serre sont consultables sur un site dédié publié par Météo-France en novembre 2022.

### Paysages
Pour un article plus général, voir Paysage en France.
La commune s'inscrit dans les « paysages des dunes de la mer du Nord » tels qu’ils sont définis dans l’atlas de paysages de la région Nord-Pas-de-Calais, conçu par la direction régionale de l'Environnement, de l'Aménagement et du Logement (DREAL),.
Ces paysages concernent 23 communes du Nord et du Pas-de-Calais avec trois pôles d’attraction que sont Calais à l'ouest et Dunkerque à l’est et, dans une moindre mesure, Gravelines au centre où se trouve le delta du fleuve côtier l’Aa. On y distingue trois parallèles : la frange côtière avec son cordon dunaire, l'ancienne route nationale 1 et l'Autoroute A16.
Ces paysages sont composés d’un cordon dunaire de 60 km typique des paysages nordiques et que l’on retrouve aux Pays-Bas et en Belgique. Ce cordon littoral datant du VIIIe siècle s’est constitué durant la dernière transgression marine et joue un rôle de digue en protégeant la plaine maritime de l’invasion de la mer. Sa taille n’excède pas, en largeur, quelques centaines de mètres et, en hauteur, une dizaine de mètres.
Une particularité de ces paysages est la présence de moëres (marais en flamand), points les plus bas du territoire français, avec une altitude de −4 m. Leur assèchement est entrepris dès 1619 par 23 moulins à vent qui vont pomper l’eau et l’acheminer vers la mer par des watringues. Ces polders, terres gagnées sur la mer, ainsi constitués sont les plus anciens de l’Europe du Nord.
Les cultures ne représentent que 35 % de ces paysages des dunes de la mer du Nord.
Concernant l'activité humaine, à l’ouest de ces paysages se trouve : la région de Calais, avec le tunnel sous la Manche et l'activité portuaire de Calais tournée vers l’Angleterre ; à l’est, la zone urbaine de Dunkerque et ses installations portuaires et, au centre, la zone de Gravelines avec son port de plaisance et sa centrale nucléaire.
Sur le plan de la biodiversité, on y observe de nombreux déplacements d’oiseaux marins, côtiers ou terrestres ainsi que des phoques veau-marin installés sur les bancs de sable.

## Urbanisme

### Typologie
Au 1er janvier 2024, Gravelines est catégorisée petite ville, selon la nouvelle grille communale de densité à sept niveaux définie par l'Insee en 2022.
Elle appartient à l'unité urbaine de Dunkerque, une agglomération intra-départementale regroupant huit communes, dont elle est une commune de la banlieue,,. Par ailleurs la commune fait partie de l'aire d'attraction de Dunkerque, dont elle est une commune de la couronne,. Cette aire, qui regroupe 66 communes, est catégorisée dans les aires de 200 000 à moins de 700 000 habitants,.
La commune, bordée par la mer du Nord, est également une commune littorale au sens de la loi du 3 janvier 1986, dite loi littoral. Des dispositions spécifiques d'urbanisme s'y appliquent dès lors afin de préserver les espaces naturels, les sites, les paysages et l'équilibre écologique du littoral, tel le principe d'inconstructibilité, en dehors des espaces urbanisés, sur la bande littorale des 100 mètres, ou plus si le plan local d'urbanisme le prévoit.

### Occupation des sols
L'occupation des sols de la commune, telle qu'elle ressort de la base de données européenne d'occupation biophysique des sols Corine Land Cover (CLC), est marquée par l'importance des territoires artificialisés (57,1 % en 2018), en augmentation par rapport à 1990 (56,3 %). La répartition détaillée en 2018 est la suivante :
zones industrielles ou commerciales et réseaux de communication (27,9 %), terres arables (25,5 %), zones urbanisées (25,4 %), prairies (9,2 %), milieux à végétation arbustive et/ou herbacée (3,6 %), mines, décharges et chantiers (2,8 %), espaces ouverts, sans ou avec peu de végétation (2,4 %), eaux maritimes (1,4 %), espaces verts artificialisés, non agricoles (1 %), zones humides côtières (0,4 %), eaux continentales (0,3 %). L'évolution de l'occupation des sols de la commune et de ses infrastructures peut être observée sur les différentes représentations cartographiques du territoire : la carte de Cassini (XVIIIe siècle), la carte d'état-major (1820-1866) et les cartes ou photos aériennes de l'IGN pour la période actuelle (1950 à aujourd'hui).

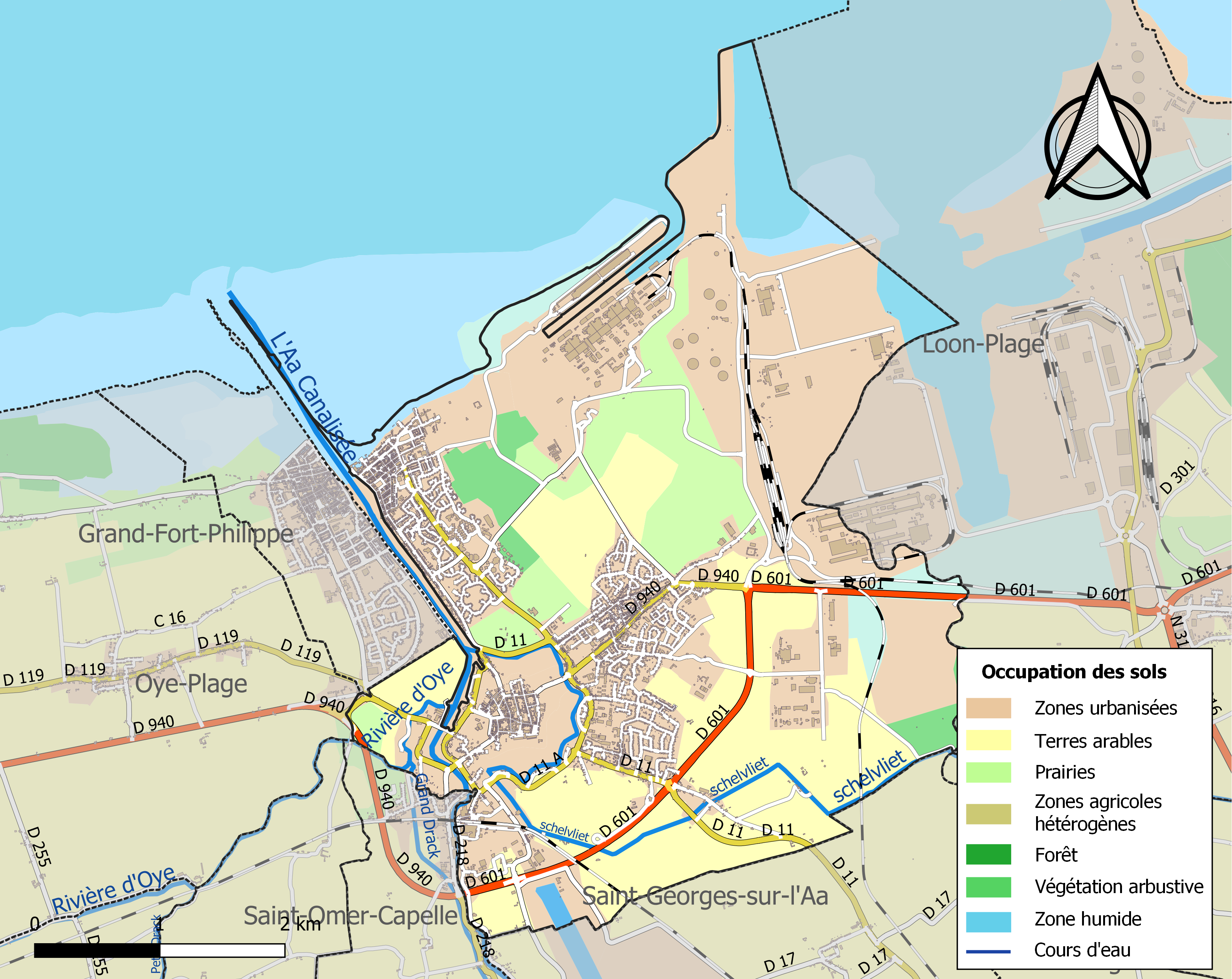
Carte des infrastructures et de l'occupation des sols de la commune en 2018 (CLC).

## Toponymie
Mentionnée sous la forme Gravenenga vers 1040, Graveninga en 1097, Grevenigge en 1106, Graveningis en 1127, Gravelenges en 1139, Gravelinghes en 1221.
Pour Albert Dauzat et Charles Rostaing, il s'agit de l'anthroponyme germanique Graoine (de gar- + win[réf. souhaitée]) que l'on trouve dans le Codex principis olim Laureshamensis Abbatiae diplomaticus, c'est-à-dire les annales de l'abbaye de Lorsch en Hesse. La thèse anthroponymique est renforcée par la présence du suffixe -ines (-ingen dans la forme flamande) dérivé du germanique -ing, désignant « l'ensemble des personnes vivant dans l'entourage d'un individu ». Ce suffixe est présent dans de nombreuses régions sous des formes diverses, telles que -ans, -ens, -encq ou encore -argues…
Une autre étymologie relie l'élément Graven- au néerlandais graven, le pluriel de graaf - comte, ou encore à graƀan (fossé), qui a donné Graben en allemand ou gracht en néerlandais.
Durant la Révolution, la commune porte le nom de Port-d'Aa.
En néerlandais, le nom de la commune est Grevelingen (Gravelingen).
Ses habitants sont appelés les Gravelinois.

## Histoire de la ville

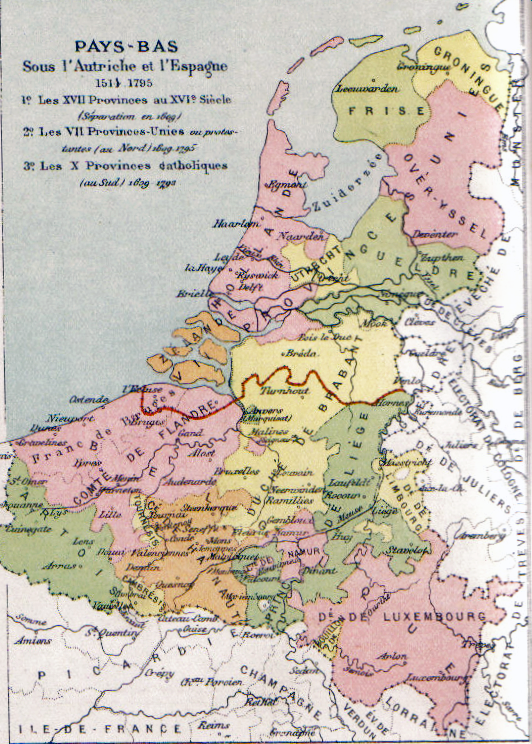
Gravelines, porte des Pays-Bas

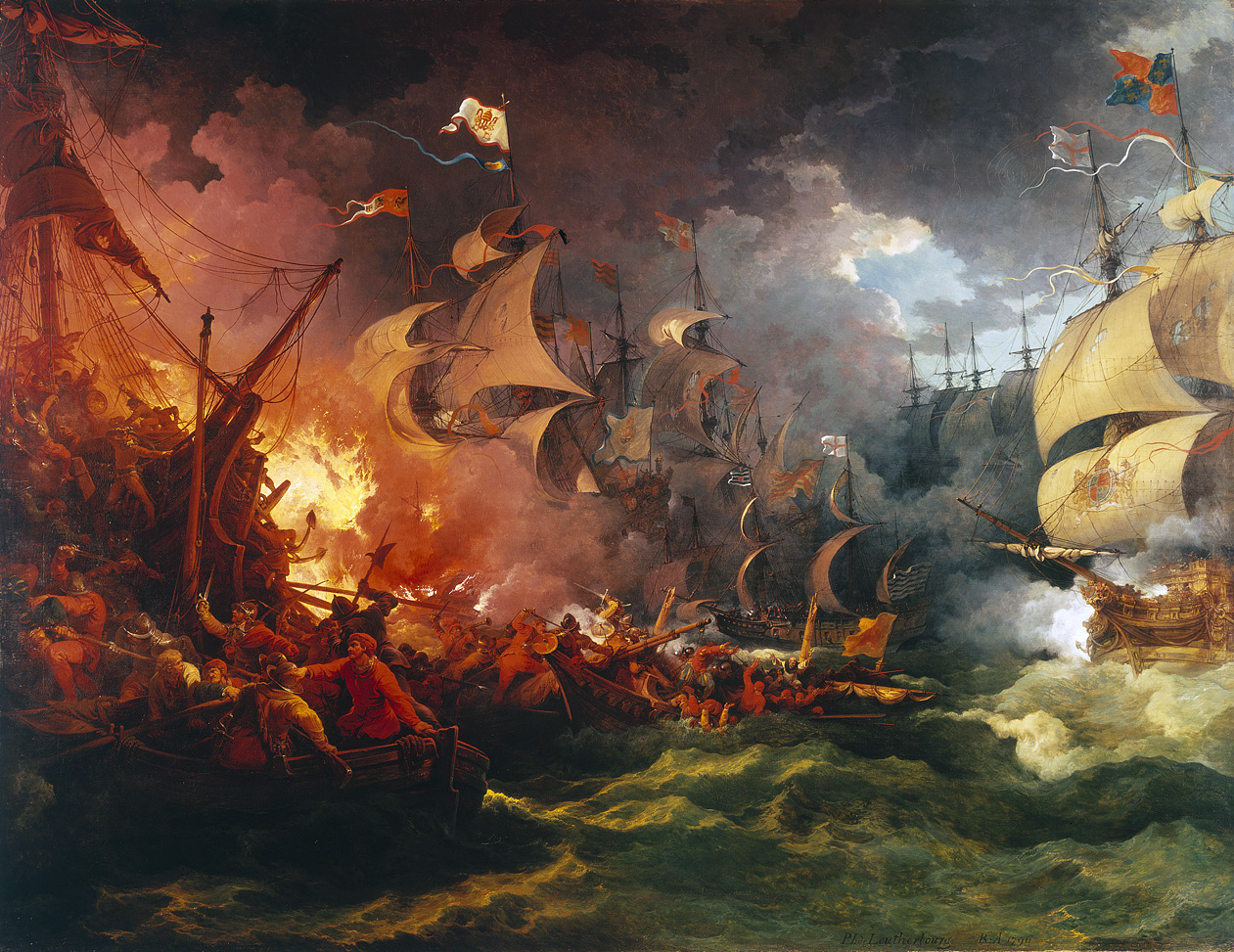
La défaite de l'Invincible Armada au large de Gravelines

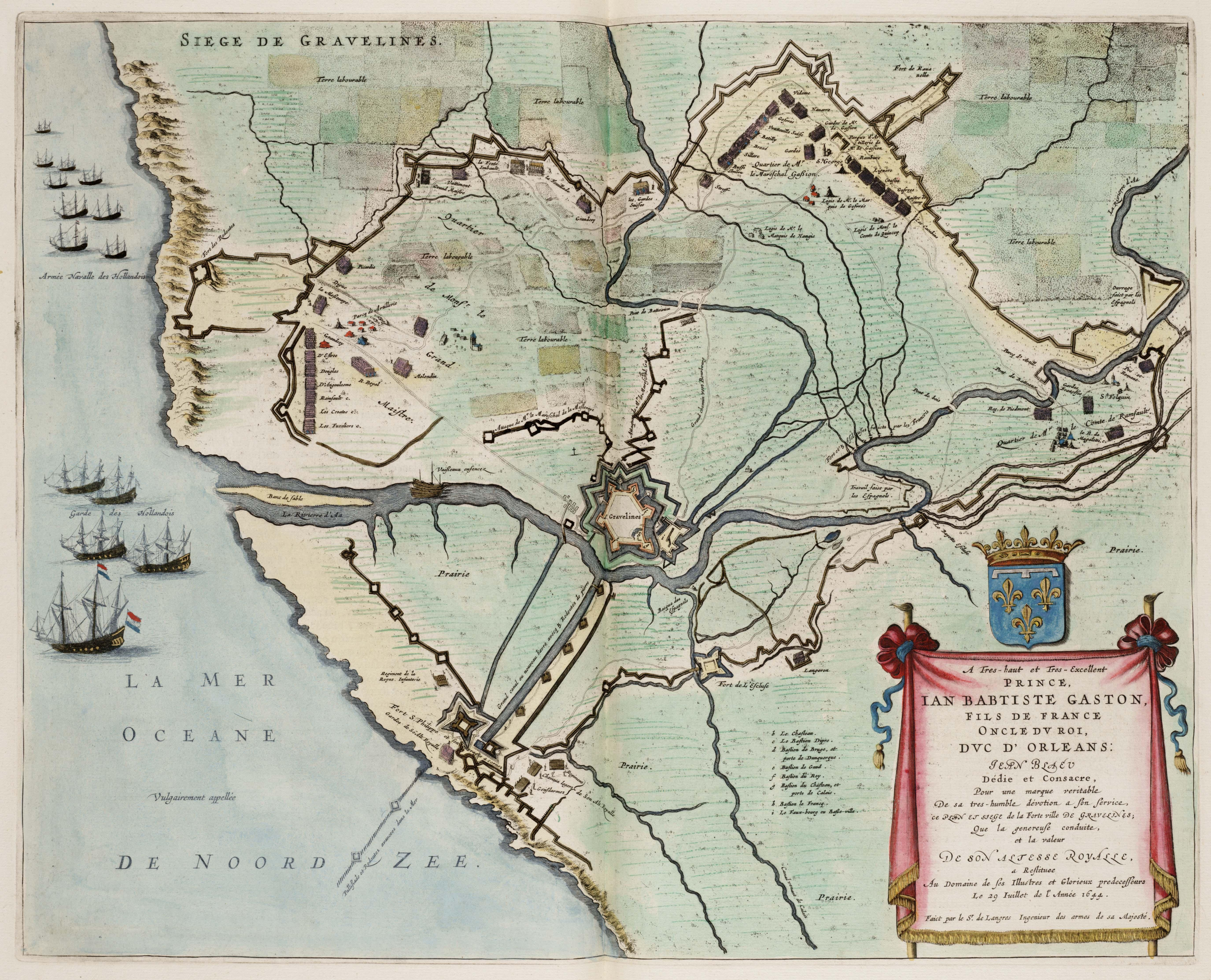
Le siège de Gravelines en 1644

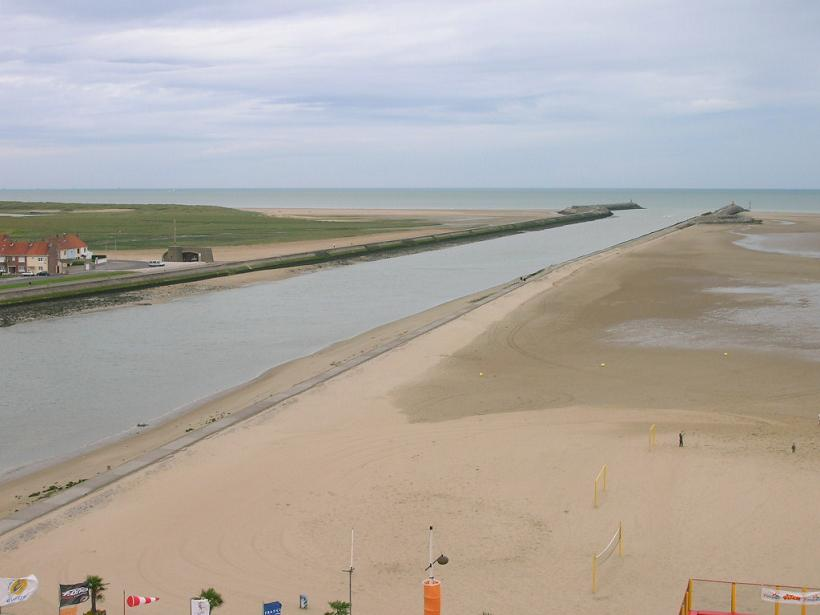
Le chenal de Gravelines

### Origine
Au temps de la conquête romaine le Pays des Morins, dont Gravelines faisait partie, était envahi par les eaux. L'histoire de la ville ne commence réellement qu'en 800 après l'assèchement du Blootland, où une chapelle dédiée à Saint Willibrord, un évêque d'origine anglo-saxonne, est construite. Vers 800, sur une carte de Malbrancq qui représente la partie orientale du delta de l'Aa, le village Grunberga (Bergues) est indiqué, entouré de Burgus in broco (Bourbourg), Ecclesia in broco (Brouckerque), Saint-Wilbrordi (Gravelines)), Koudekerke (Coudekerque-Village), Spikere (Spycker) ou Loo berga (Looberghe).
Le nom de Saint-Willebrod provient du saint du même nom, Willibrord d'Utrecht : une chapelle placée sous le patronage du saint y est construite, à l'endroit où il est réputé avoir débarqué après avoir traversé la Manche vers 690. En 1712, le chapitre de la Collégiale Saint-Vulfran d'Abbeville remet aux délégués de Gravelines un reliquire de Saint-Willebrod contenant un péroné du saint. 
Pendant des siècles, Gravelines a été une ville pauvre.

### Prospérité et misère au Moyen Âge
En 1114, existe à Gravelines une église Saint-Nicolas d'abord dépendante de la paroisse de Bourbourg : cette année là, Jean Ier de Warneton, évêque de Thérouanne autorise, à la prière de l'abbé Lambert de l'abbaye de Saint-Bertin de Saint-Omer, l'établissement d'un cimetière près de l'église, contre paiement d'un cens annuel à l'abbaye et à l'évêque. L'abbaye possède le patronat de Gravelines (le contrôle de l'église de la paroisse) : en 1230, le pape Grégoire IX accorde à l'abbé et aux religieux de l'abbaye le droit de présenter à l'évêque (de Thérouanne) deux prêtres de plus pour desservir les grandes paroisses, notamment Gravelines et Loon, dont ils ont le patronat. La tutelle de Saint-Bertin n'est pas toujours vécue sereinement : en 1233, des arbitres venus de Cambrai sont chargés de trancher un différend entre le curé de Gravelines et l'abbaye.
Vers le milieu du XIIe siècle, le comte de Flandre, Thierry d'Alsace, décide de donner à son domaine une porte sur la mer et de faire de la ville une place forte.
Alors qu'à ce moment, Gravelines n'est qu'un petit village de pêcheurs, il y établit un port en canalisant les eaux de l'Aa (il prolonge jusqu'à la mer le canal creusé par Baudouin VII depuis Watten en 1115) et y fait construire une maison forte qui lui sert de résidence. Créée entre 1159 et 1163, la ville reçoit d'abord le nom de Nieuwpoort (« Nouveau Port ») puis celui de Graveningis, l'une des anciennes appellations de cette contrée, nom qui va progressivement se transformer en Gravelines. Dotée d'échevins, de lois, franchises par charte de 1163-1164, elle ne relève que du comte. Thierry d'Alsace meurt à Gravelines en 1168, et son fils Philippe d'Alsace poursuit les travaux entrepris.  
En 1163,  le comte de Flandre confirme une exemption de tonlieu (impôt sur les marchandises) à Gravelines au bénéfice de la ville de Saint-Omer, qui utilise l'Aa depuis très longtemps pour son trafic de marchandises et qui possède des terrains à proximité; à l'origine, cette exemption de tonlieu a été accordée par Guillaume Cliton en 1127 et depuis régulièrement renouvelée. 
En 1164, Thomas Becket, en conflit avec son roi Henri II, roi d'Angleterre, aurait débarqué en France à Gravelines. 
En 1183, le comte Philippe d'Alsace exempte les habitants de Bourbourg de tonlieu dans le nouveau port dit Greveningh. Les conflits entre la ville de Gravelines, ne dépendant que du comte, et la ville de Bourbourg, et la châtellenie de Bourbourg, sur leurs frontières respectives, leurs droits respectifs, les terres soumises ou exemptées d'impôts sont une problématique qui revient éternellement au long de l'histoire de Gravelines. 
Gravelines fait partie du domaine foncier des comtes de Flandre : ceux-ci gardent en effet dans leurs propriétés le territoire de même que Dunkerque, Bourbourg.... Par le jeu des partages et successions, la ville passe ensuite dans les propriétés de Robert de Cassel et de ses descendants, puis dans celles de la Maison de Luxembourg avant de finir dans la Maison de Bourbon. (la liste des seigneurs fonciers de Bourbourg-Gravelines-Dunkerque etc. , de même que celle de leurs concurrents , les châtelains de Bourbourg, figure dans la page Châtellenie de Bourbourg).
En 1211, l'abbesse de l'abbaye Notre-Dame de Bourbourg prête à Guy de Gravelines une somme de 125 livres, en échange d'une redevance de 40 rasières de froment que le monastère prélèvera dorénavant sur la terre de Bonehem, tenue par Guy en fief du monastère.
En 1212, Louis, futur Louis VIII, fils de Philippe Auguste, prend Gravelines alors que son père se rend maître des villes entre Cassel et Bruges.
En 1229, le roi de France Louis IX (Saint-Louis) accepte que que le comte de Flandre entoure la ville d'une enceinte. Cette autorisation permet de renforcer la première fortification de Gravelines qui a été faite par Thierry d'Alsace vers 1150 en creusant des fossés et en érigeant des palissades.  Il faudra sans arrêt reprendre ces fortifications pour les renforcer.  
Gravelines dispose d'un sceau propre dès 1244.
La ville se voit également dotée d'un magistrat (autorité municipale des anciennes communes) par une charte de juin 1262 octroyée par Marguerite de Constantinople, comtesse de Flandre, confirmée par son fils Gui de Dampierre. Elle reçoit un territoire recoupant en partie la paroisse correspondante, ce qui provoquera des litiges avec le magistrat de Bourbourg. La ville de Gravelines se retrouve en effet propriétaire de terres dépendant de la châtellenie de Bourbourg et le magistrat de Bourbourg exigeait d'elle d'acquitter les impositions en vigueur dans la châtellenie alors que Gravelines était exemptée de celles-ci sur son territoire. Gravelines finit par avoir gain de cause.
En 1262, Marguerite de Constantinople accorde aux communes de La Rochelle, Saint-Jean d'Angély, et Niort, ainsi qu'aux marchands du Poitou et de Gascogne, qui se rendront à Gravelines, des franchises, afin de favoriser l'accroissement de cette ville et de son port (l'objectif de cette mesure est que les bénéficiaires évoqués utilisent Gravelines pour leur commerce avec le nord de l'Europe, dont l'Angleterre). La comtesse cherche clairement à aider au développement de Gravelines.
Port de pêche aux harengs, port de transit pour le sel, les fruits et le vin, Gravelines acquiert une place de tout premier ordre et une grande prospérité d'autant que les terres environnantes s'assèchent, permettant ainsi le développement de la culture et de l'élevage. Le commerce qu'y entretiennent les marchands de Saint-Omer, permet à la nouvelle ville de devenir un important port sur le littoral.
 La ville semble connaître la prospérité grâce au commerce et à la pêche mais elle est très vite confrontée aux tourments de l'Histoire. En effet, à de multiples reprises, Gravelines se fait ravager pour des raisons politico-militaires.
Dès le XIIIe siècle, les activités de la cité déclinent. L'ensablement de l'estuaire de l'Aa rend le port difficile d'accès. La ville peine également à se remettre des raids français effectués à plusieurs reprises par les soldats de Philippe Auguste et de Philippe le Bel, par exemple en effectuant des raids à partir de la ville de Calais, comme en août 1302, pour venger le massacre des Français lors de la bataille des Éperons d'or (bataille de Courtrai 1302). Il en sera de même en 1303.

Le 13 juin 1310, le Parlement de Paris condamne Walter, bailli de Bourbourg et les maires, échevins et jurés de Gravelines à payer des amendes pour avoir attaqué et emprisonné deux jurés et deux échevins de Saint-Omer, qui étaient sous le sauf-conduit du roi de France (les mis en cause contestaient les privilèges dont les maires, échevins et habitants de Saint-Omer se prévalaient à Gravelines, privilèges confirmés par le Parlement).
Jusqu'en 1320, Gravelines ne relève que du comte de Flandre. En 1320, elle passe dans les possessions de Robert de Cassel, et après lui, dans celles de sa fille Yolande De flandre, puis des descendants de celle-ci..
En 1328, quasi toute la Flandre (y compris Bourbourg, Bergues, Mardick, Gravelines, Bailleul, Dunkerque, Bruges, Courtrai, Ypres etc.) se révolte contre le comte de Flandre Louis de Nevers, les villes sont excommuniées. Le roi de France Philippe VI de Valois secourt le comte et écrase les Flamands à la bataille de Cassel. En 1329, le roi autorise l'archevêque de Reims, l'évêque de Senlis et le doyen de Rouen à lever l'interdit (l'excommunication) encouru du chef d'infraction à la paix.
En 1360, le traité de Brétigny, en accordant à l'Angleterre Calais et le comté de Guînes, met Gravelines à la frontière du territoire anglais. La ville et ses dépendances vont souffrir des fréquentes incursions des Britanniques en Flandre et des actions en représailles des comtes de Flandre puis ducs de Bourgogne. Le relèvement de la ville ne peut s'effectuer que lentement, un nouveau chenal est creusé au nord-est de la ville.
En 1383, la ville subit l'invasion et les destructions anglaises lors de la croisade d'Henri le Despenser, les fortifications doivent être reprises après leur départ.
Au XVe siècle, elle est le théâtre de la réconciliation des maisons d'Orléans et de Bourgogne. Le duc d'Orléans est emmené à Saint-Omer, où le duc de Bourgogne lui fait épouser Marie de Clèves, dont il paye la dot.
Au XVe siècle, suite aux faits de guerre contre les Anglais, aux destructions causées par les gens d'armes stationnant en garnison, la ville se dépeuple. Le duc de Bourgogne et comte de Flandre  Philippe le Bon lui accorde par « privilège perpétuel » une charte le 8 juillet 1441, destinée  à alléger les charges de la ville. Elle est encore appliquée au XVIIe siècle.

### La porte d'entrée des Pays-Bas

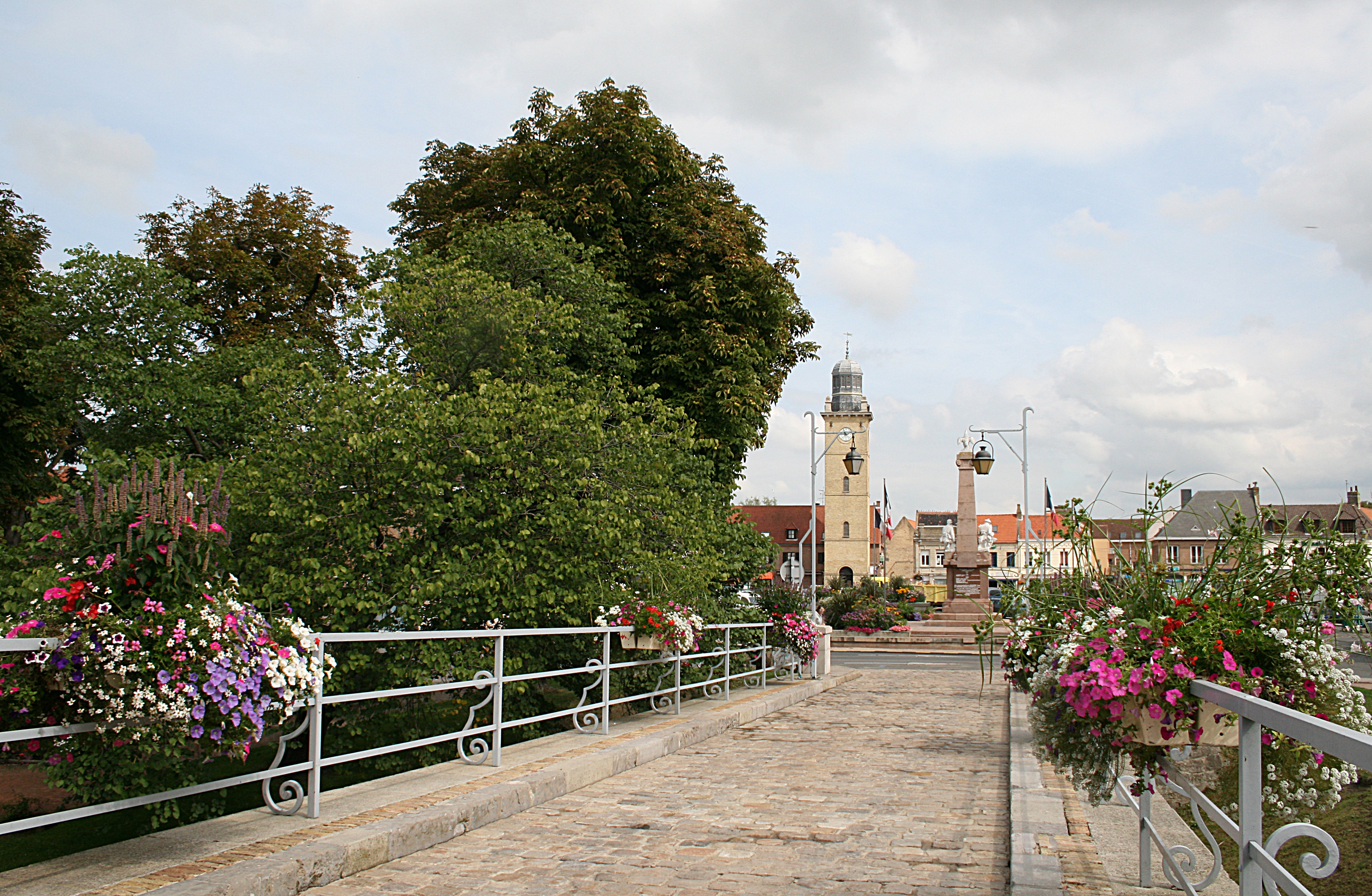
Pont de l'Arsenal et place Charles Valentin.

Gravelines est une ville frontière située sur le fleuve de l'Aa qui sert de limite entre la Flandre et le Calaisis. Enjeu stratégique, elle est d'abord fortifiée par les ducs de Bourgogne. Au XVIe siècle, l'empereur Charles Quint fait réédifier le château et lance un vaste programme de bastionnement. A Gravelines, Charles Quint et Henri VIII, roi d'Angleterre, scellent en 1520 leur alliance après l'échec de la rencontre entre François Ier, roi de France, et Henri VIII au Camp du drap d'or. Philippe II, fils de Charles Quint, continue les travaux et fait construire sur la dune le fort qui portait son nom (en ruines au XVIIIe siècle).
À la suite de la disparition du diocèse de Thérouanne en 1553, Gravelines dépend du diocèse de Saint-Omer.
À cause de son enjeu et de sa situation géographique, la forteresse de Gravelines fut à de nombreuses reprises attaquée :
- Mai 1213, Philippe Auguste choisit le site de Gravelines pour embarquer son immense armée en vue d'envahir l'Angleterre. Attendant l'arrivée du comte de Flandre, le roi y demeure un mois. Le 22 mai, le prélat du pape débarque à Gravelines et lui annonce qu'Innocent III a condamné l'invasion de l'Angleterre. Le débarquement est annulé, le roi décide de retourner son armée contre la Flandre qui ne s'est pas ralliée à son entreprise.
- En 1302, sous Philippe le Bel, Oudard de Maubuisson prend la ville et la saccage à nouveau pour venger la défaite des Français à Courtrai (bataille des éperons d'or)[66].
- Du 24 avril au 17 septembre 1383, Henry le Despencer, évêque de Norwich entreprend une expédition en Flandre qui commence et se termine à Gravelines libérée par l'intervention du roi de France Charles VI (croisade d'Henri le Despenser).
- En 1405, les Anglais en guerre contre le Duc de Bourgogne attaquent Gravelines. Le Comte de Saint-Pol qui s'y était enfermé se rend après une résistance extrême, qui affaiblit de nouveau la ville, rapidement reprise par les Bourguignons qui s'empressent de renforcer ses fortifications[67].
- Dans les années 1493-1494, la peste frappe Gravelines, dans un contexte de Flandre maritime affamée et ruinée par les passages et réquisitions des armées, des combats, des amendes ou levées d'argent. Les Sœurs noires (Tiers ordre franciscain) à vocation hospitalière s'installent dans la ville[68].
- Le 13 juillet 1558, le comte d'Egmont gagne, au profit des Espagnols, une grande bataille sur les Français. Après la prise de Calais par le duc de Guise, une offensive française avait été lancée sur la Flandre par le maréchal de Thermes (bataille de Gravelines). Le 22 décembre 1565, accord est fait à Gravelines par les commissaires du roi de France et d'Espagne, sur la nouvelle frontière entre les deux pays ; Près de l' écluse d'Oye, le fort construit par les Espagnols doit être démoli (ils s'y engagent) et « les bâtiments et couvertures de nouvel faits sur ladite, et sur le milieu du pont d'ycelle sera remise la barrière. »[69].
- Après cette bataille de Gravelines en 1558, la ville étant estimée trop vulnérable depuis la mer, le roi d'Espagne Philippe II fait construire un fort avancé fortifié proche de la mer. Le fort porte le nom du roi Fort Philippe et deviendra Grand-Fort-Philippe. La première garnison l'occupe en 1586[70].
- En 1576, la pacification de Gand qui clôt provisoirement la crise religieuse née du développement du protestantisme dans la région (Guerre de Quatre-Vingts Ans) remet en gage à Guillaume Ier d'Orange-Nassau les places de Dunkerque, Gravelines, Nieuport, alors que le reste de la Flandre reste sous domination des Espagnols catholiques, lesquels poursuivent les persécutions religieuses[71].
- Le 29 juillet 1588, l'Invincible Armada est attaquée par des brûlots anglais au large de la ville, ce qui oblige les Espagnols à se dérouter vers la mer du nord (Bataille de Gravelines).
- En 1636, la peste arrive dans la région. À la même époque, les Français qui sont à proximité à Ardres font des incursions de plus en plus fréquentes, en particulier dans les campagnes[72].
- Antoine de Bourbon prince du sang de la maison capétienne de Bourbon est seigneur foncier de la ville de Gravelines par héritage successif depuis son lointain ancêtre Yolande de Flandre. Ainsi son fils, Henri IV et tous les rois Bourbons jusqu'à Louis XVI sont seigneur de Gravelines à titre personnel. C'est pourquoi, lors de la conquête de la Flandre par Louis XIV en 1658, celui-ci maintient les privilèges de Gravelines justifiant son acte par le fait qu'ils furent accordés par ses ancêtres.

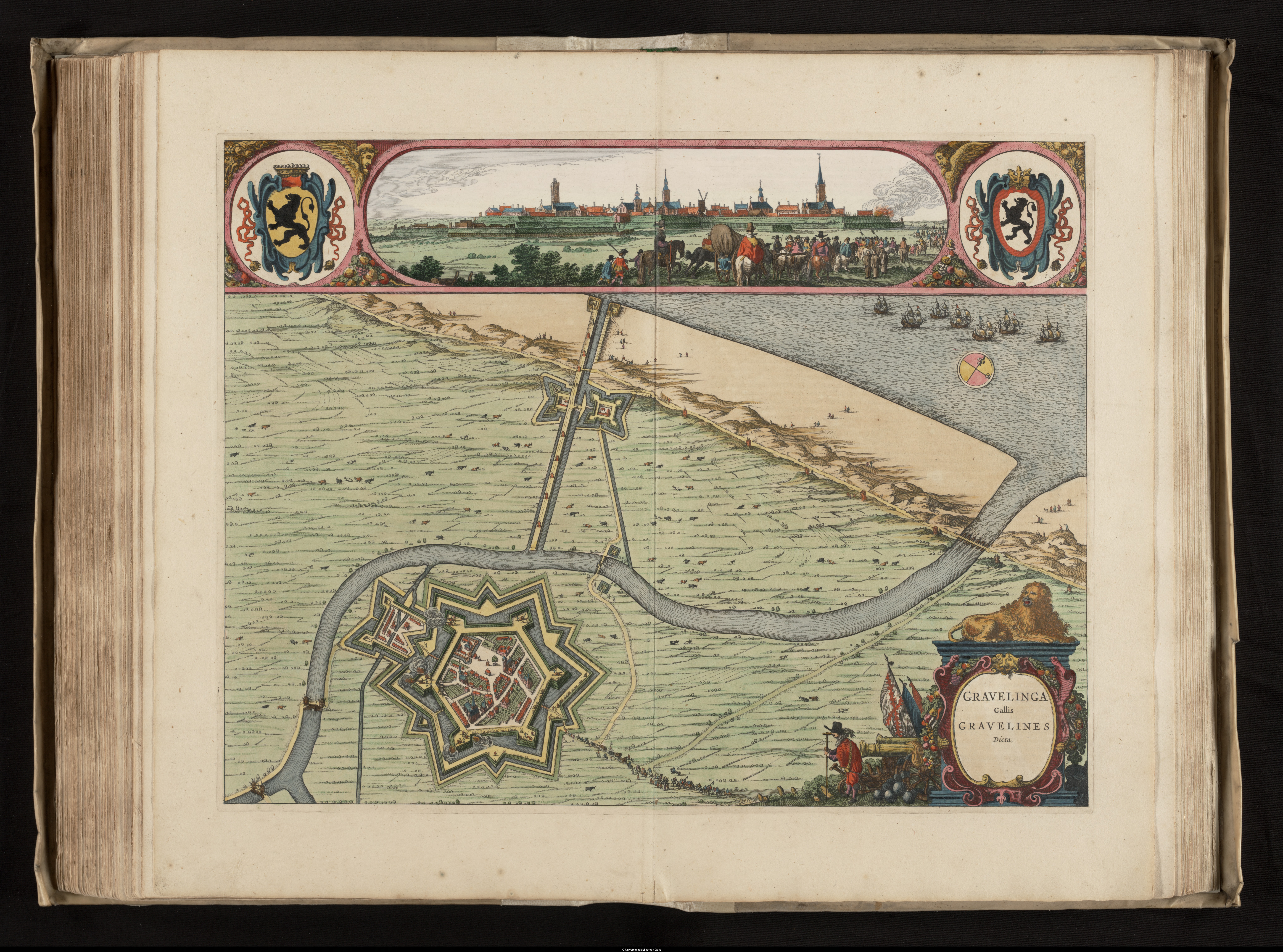
Gravelines - 1641 (par Antoine Sandérus dans Flandria Illustrata)

Valentin de Pardieu, gouverneur de Gravelines en 1574 opte pour le parti espagnol durant la guerre d'indépendance des Pays-Bas et doit défendre à plusieurs reprises la cité contre les confédérés, les Français et les Anglais.
La dépouille mortelle de Valentin de Pardieu mort le 16 juillet 1595 est enterrée dans l'église Saint-Willibrord de Gravelines, où un monument en marbre surmonté d'une statue est érigée en son honneur. Ce monument a été détruit en 1793.
Au XVIIe siècle, la place connaît une série de conflits qui la détruisent. Gaston, frère de Louis XIII assiège et prend la place en 1644. Il en confirme les privilèges dans les jours qui suivent.  La résistance méritoire des Espagnols, le siège a duré deux mois, leur vaut l'autorisation donnée par le duc d'Orléans de quitter la ville avec armes, bagages et même chevaux pris sur les Français. Une escorte les accompagne dans leur repli sur Dunkerque  L'archiduc Léopold assiège la citadelle et la prend en 1652. En 1654, les trois quarts des habitations sont détruites par l'explosion de la poudrière du château. Enfin, attaquée de nouveau en 1658, elle est reprise par Turenne après la victoire de la bataille des Dunes. Le futur maréchal de Vauban se trouvait aussi à Gravelines cet été-là. Le cardinal Mazarin présent à Calais vient jusqu'à Gravelines.

### Gravelines, ville française

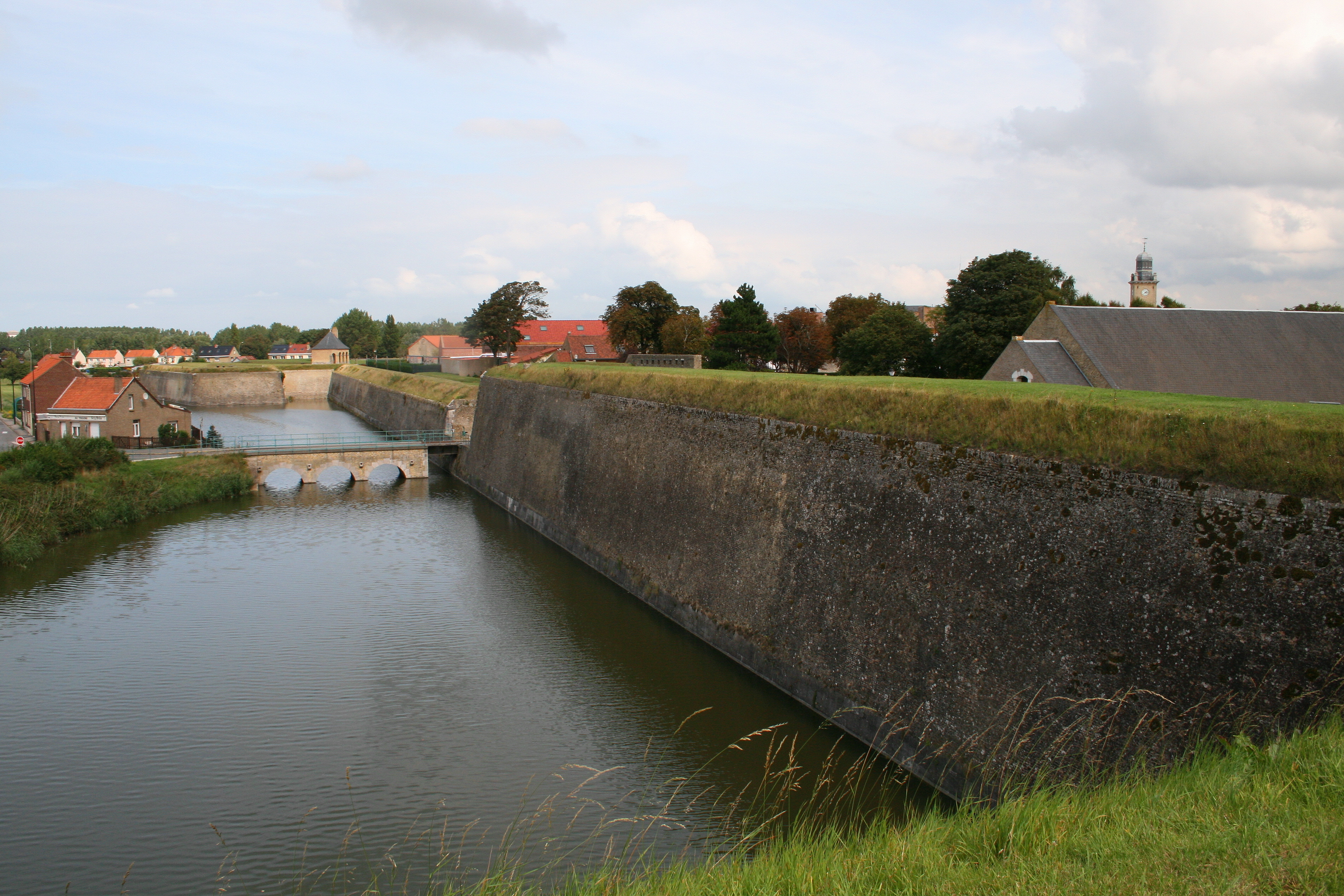
Les fossés, le pont-levis, les murs d'enceinte ouest.

Après le traité des Pyrénées (1659), Gravelines reste définitivement à la France mais ses murs perdent de leur valeur du fait du recul de la frontière. La ville demeure une ville de garnison jusqu'au début du XXe siècle. Vauban la fortifie et donne à la citadelle son aspect quasi définitif. 
Louis XIV passe plusieurs fois par Gravelines, il y couche en 1662, et y passe en 1670-1671, et encore en 1680. À cette date, il charge Vauban de reprendre les fortifications de la ville. Gravelines fait ainsi partie des villes fortifiées par le grand ingénieur.
La ville connait une période de paix mais reste à la merci des évènements accidentels ou naturels : peste en 1666, incendie qui la détruit quasi totalement en 1694, inondation en 1699 de même que Calais après une tempête hors norme. La ville manque de moyens financiers, elle doit emprunter pour faire face à ses dépenses, celles-ci ayant explosé avec les guerres; de ce fait l'endettement est quasi constant.
Au XVIIIe siècle, d'importants travaux sont effectués pour curer l'Aa, construire des écluses, afin de prévenir les inondations et d'améliorer la situation du port.
Gravelines voit encore passer le roi Louis XV se rendant à Furnes en 1744. En 1810, Napoléon Ier vient en personne inspecter la situation de la côte et des ports sur la Manche et la Mer du Nord.
Avant la Révolution française, Gravelines, dépendant du diocèse de Saint-Omer, compte plusieurs institutions religieuses : un hôpital géré par des religieuses, un couvent des récollets, un couvent de Sœurs Noires, et un couvent de clarisses anglaises fondé en 1620, qui devient plus tard une maison d'Ursulines. Des religieuses tiennent également une école de filles.
À la veille de la Révolution française, en 1750, l'église de la ville détient quelques terres (d'une église à une autre, les situations sont très inégales) situées pour l'essentiel dans la paroisse. Ces biens sont administrés par un « conseil de la fabrique »; les terres sont louées et le produit de la location entre en recettes dans les comptes de l'église. L'église de Gravelines, une des mieux loties de la châtellenie de Bourbourg, possède 93 mesures de terre, soit environ 38 hectares.
En juin 1765, se crée à Gravelines une loge maçonnique, qui reçoit ses lettres de constitution de la loge dunkerquoise de Saint-Jean de l'Amitié et Fraternité, (Franc-maçonnerie à Dunkerque), habilitée par la grande loge de France à autoriser une telle création « dans le département maritime de la Flandre française ». La loge gravelinoise reçoit le nom de loge Saint-Jean-du-Désert, le frère Bexon est désigné vénérable. En 1815, la loge locale porte le nom de La Philadelphie.
Au début du XIXe siècle, Le phare est au bout d'une longue perche, et mal-aisément aperçu de loin, il induirait plutôt les marins en erreur, et ne serait propre qu'à causer des naufrages, mais (en 1825) « malgré le mauvais état de son port, Gravelines fait un commerce assez considérable avec l'Angleterre. Ce commerce consiste en beurre, en noix, en pommes et surtout en œufs. Des barques et des charrettes arrivent tous les jours chargées de ces objets ; elles viennent de l'intérieur de la France et jusque des environs de Paris ; on en forme la cargaison de bâtiments de trente à quarante tonneaux, qui partent régulièrement toutes les semaines pour Douvres et pour Londres. Les œufs valent quelquefois 70 à 80 fr. le mille. La quantité qu'on en exporte fait croire aux habitants (aux Flamands) que les Anglais ne peuvent se passer d'omelettes, et l'on ne manque jamais à Gravelines de leur en servir, quand ils débarquent directement dans ce port, ou qu'ils y passent, soit en allant de Calais à Dunkerque, soit en retournant de Dunkerque à Calais (Le seul département du Nord peut fournir par an 53 à 54 millions d'œufs, dont la majeure partie se consomme dans le pays ; le reste passe en Angleterre) ».
En 1803, dans la continuité de l'époque antérieure à la Révolution, se tient dans la ville une grande foire annuelle pour toutes marchandises avec foire à bestiaux le 1er jour; cette année-là, elle a eu lieu du 1er au 9 fructidor (fin août). S'ajoutent à cela deux francs marchés (marché où les ventes sont dispensées de taxes) aux bestiaux en floréal (mai) et fructidor. Enfin se tient chaque décade (période de dix jours du calendrier républicain) un marché pour grains, petits animaux et légumes.
En 1802-1803, pour ses transports intérieurs, Gravelines peut profiter des diligences Dunkerque-Calais. Celles qui se rendent à Calais prennent les voyageurs pour Paris. Peuvent être utilisés les transports reliant Dunkerque à Boulogne-sur-Mer.
En 1808, on trouve à Gravelines un dépôt de sûreté, où on enferme les petits délinquants avant leur transfert en maison d'arrêt à Dunkerque.
En 1866 la Société Centrale de Sauvetage des Naufragés y installe une station de sauvetage. Le canot sera dirigé jusqu'en 1883 par Joseph Leprêtre, pilote du port qui finira adjoint au maire puis maire de Grand-Fort-Philippe, les hameaux de Grand-Fort-Philippe et Petit-Fort-Philippe étant créés au XIXe siècle, jusqu'à la séparation du premier en commune autonome.
En 1888, Gravelines dispose d'une gare située sur la ligne de chemin de fer Bourbourg-Calais via le Pont d'Oye-Marck.
Au XIXe siècle, Gravelines voit la ressource halieutique locale se raréfier. « On fait ici la pêche à la morue, au hareng, au maquereau ; mais tous ces poissons, qui se tenaient volontiers jadis sur nos côtes, se rejettent depuis plusieurs années sur la côte d'Angleterre. Nos pêcheurs en souffrent beaucoup. » commente F.J. Grille.
Gravelines connait à cette époque d'incessants problèmes liés au port, et à l'opposition entre les « terriens » et les pêcheurs.
Les hameaux extra-muros se développent néanmoins grâce à la pêche en Islande. L'un d'entre eux, Grand-Fort-Philippe est devenue commune autonome en 1884. Un chantier naval y était renommé pour la construction de petits navires ; il « fait venir son bois de la Norvège, en attendant que nos directeurs-généraux des forêts aménagent celles que nous possédons encore, et en fassent planter de nouvelles » précise F.J. Grille en 1825.

### XXesiècle
En 1902, Gravelines fait l'objet d'une procédure de déclassement du statut de place forte. Il n'en demeure pas moins que ses équipements seront utiles pendant les deux guerres mondiales.
L'application du décret du 29 décembre 1905, prévoyant que soit établi un inventaire des biens des églises (Querelle des inventaires dans le cadre de la loi de séparation des Églises et de l'État) donne lieu à des bagarres à Gravelines entre fidèles et fonctionnaires chargés de dresser l'inventaire le 29 janvier 1906.
Pendant la première guerre mondiale, Gravelines est à l'arrière du front qui part de Nieuport, suit le cours de l'Yser vers les monts des Flandres. En 1916 et 1917, la ville est le siège d'un commandement d'étapes, organisme dépendant de l'armée organisant les déplacements et cantonnements des troupes de l'arrière. Il est dirigé en fin septembre 1916 par un commandant. On y trouve un dépôt de chevaux malades, un hôpital temporaire,...,on y répartit entre les communes concernées des travailleurs agricoles (136 en 1916), on y décide la fermeture temporaire de certains cabarets lorsqu'ils n'obéissent pas aux consignes de ne pas servir à boire aux soldats à certaines heures. Du commandement dépendent divers communes où les troupes font séjour : Bourbourg-Ville et Bourbourg-Campagne, Holque, Craywick, Saint-Georges-sur-l'Aa, Grand-Fort-Philippe, Saint-Pierre-Brouck, Cappelle-Brouck, Loon-Plage, Grande Synthe (jusqu'en mai 1917, la commune passe ensuite au commandement d'étapes de Spycker), Oye-Plage, Marck. Fin septembre 1916, sont donc retrouvées à Gravelines 23 officiers, 800 hommes de différents régiments et armes, 300 chevaux et 25 voitures. Des troupes belges stationnent en 1916-1917 dans quasi toutes les communes du commandement d'étapes, des troupes anglaises sont retrouvées dans le camp de Zenneghem sur Saint-Pierre-Brouck, certaines stationnent également temporairement à Gravelines, Loon-Plage et Grand-Fort-Philippe. Une note de service du 29 juillet 1917 ordonne la suppression de l'éclairage public et le masquage de l'éclairage privé en raison de la présence d'avions et de zeppelins, une note du 4 août ordonnant l'extinction des lumières en cas d'incursion d'aéronefs.
Le 3 juin 1940 le canot de sauvetage de la Société Centrale de Sauvetage des Naufragés se porte au secours d'une baleinière occupée par 6 militaires fuyant Dunkerque. Lorsque le canot dirigé par Edouard Brunet rentre au port les allemands sont déjà présents et ils doivent leur remettre les militaires.
Le 10 avril 1939, est vendu à Gravelines, le Saint-Jehan, dernier navire à pratiquer la pêche en Islande, marquant la fin d'une époque.
Un accident d'autocar survenu le 1er juin 1952 provoque un grand émoi dans la ville de Gravelines : un car de touristes, venu de Gand, tombe dans l'écluse et on dénombre trente-cinq personnes noyées.
Aujourd'hui, Gravelines n'est plus la ville réputée miséreuse qu'elle fut durant une grande partie de son histoire. L'installation de la plus grande centrale nucléaire d'Europe (six réacteurs) sur son territoire a complètement métamorphosé sa physionomie, notamment grâce à la taxe professionnelle versée par EDF.
En 2006, lors de la construction de logements sur l'îlot Carnot situé à proximité de la porte orientale de l'enceinte du bas Moyen Âge à l'embouchure de l'Aa, des fouilles ont permis la découverte d'habitats médiévaux le long de la rue de Dunkerque.

## Politique et administration

### Rattachements administratifs et électoraux

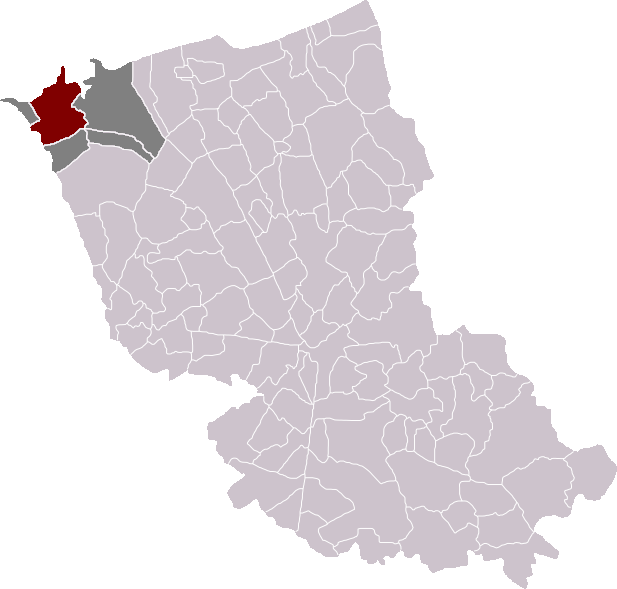
Gravelines dans son canton et son arrondissement

#### Intercommunalité
La ville est membre de la communauté urbaine de Dunkerque (Dunkerque grand littoral).

### Politique environnementale
La commune est labellisée France station nautique et a été classée quatre fleurs au concours des villes et villages fleuris.

### Jumelages
La commune entretient des relations de jumelage avec :
| Ville | Ville           | Pays | Pays        | Période     |
| ----- | --------------- | ---- | ----------- | ----------- |
|       | Biblis          |      | Allemagne   | depuis 1986 |
|       | Dartford        |      | Royaume-Uni | depuis 1991 |
|       | Fáskrúðsfjörður |      | Islande     | depuis 1990 |

Il est à noter que la commune est l'une des rares de France (avec Paimpol) à entretenir des relations de coopération avec une ville islandaise.

## Population et société

### Démographie

#### Évolution démographique
L'évolution du nombre d'habitants est connue à travers les recensements de la population effectués dans la commune depuis 1793. Pour les communes de plus de 10 000 habitants les recensements ont lieu chaque année à la suite d'une enquête par sondage auprès d'un échantillon d'adresses représentant 8 % de leurs logements, contrairement aux autres communes qui ont un recensement réel tous les cinq ans,.

En 2022, la commune comptait 11 451 habitants, en évolution de −0,09 % par rapport à 2016 (Nord : +0,51 %, France hors Mayotte : +2,11 %).
| 1793  | 1800  | 1806  | 1821  | 1831  | 1836  | 1841  | 1846  | 1851  |
| ----- | ----- | ----- | ----- | ----- | ----- | ----- | ----- | ----- |
| 2 800 | 2 727 | 2 781 | 3 570 | 4 193 | 4 542 | 5 357 | 5 582 | 5 678 |

| 1856  | 1861  | 1866  | 1872 | 1876  | 1881  | 1886  | 1891  | 1896  |
| ----- | ----- | ----- | ---- | ----- | ----- | ----- | ----- | ----- |
| 5 819 | 6 428 | 6 510 | 327  | 7 833 | 8 416 | 5 943 | 5 952 | 5 907 |

| 1901  | 1906  | 1911  | 1921  | 1926  | 1931  | 1936  | 1946  | 1954  |
| ----- | ----- | ----- | ----- | ----- | ----- | ----- | ----- | ----- |
| 6 202 | 6 284 | 5 898 | 5 255 | 5 448 | 5 459 | 5 573 | 5 189 | 6 282 |

| 1962  | 1968  | 1975  | 1982   | 1990   | 1999   | 2006   | 2011   | 2016   |
| ----- | ----- | ----- | ------ | ------ | ------ | ------ | ------ | ------ |
| 7 720 | 8 167 | 9 039 | 11 576 | 12 336 | 12 430 | 11 828 | 11 470 | 11 461 |

| 2021   | 2022   | - | - | - | - | - | - | - |
| ------ | ------ | - | - | - | - | - | - | - |
| 11 223 | 11 451 | - | - | - | - | - | - | - |

#### Pyramide des âges
La population de la commune est relativement jeune.
En 2018, le taux de personnes d'un âge inférieur à 30 ans s'élève à 37,8 %, soit en dessous de la moyenne départementale (39,5 %). À l'inverse, le taux de personnes d'âge supérieur à 60 ans est de 23,8 % la même année, alors qu'il est de 22,5 % au niveau départemental.
En 2018, la commune comptait 5 504 hommes pour 5 628 femmes, soit un taux de 50,56 % de femmes, légèrement inférieur au taux départemental (51,77 %).
Les pyramides des âges de la commune et du département s'établissent comme suit.
| Hommes | Classe d’âge | Femmes |
| ------ | ------------ | ------ |
| 0,4    | 90 ou +      | 1,4    |
| 5,0    | 75-89 ans    | 8,1    |
| 15,2   | 60-74 ans    | 17,4   |
| 19,5   | 45-59 ans    | 18,5   |
| 19,7   | 30-44 ans    | 19,2   |
| 19,3   | 15-29 ans    | 17,2   |
| 20,9   | 0-14 ans     | 18,2   |

| Hommes | Classe d’âge | Femmes |
| ------ | ------------ | ------ |
| 0,5    | 90 ou +      | 1,4    |
| 5,3    | 75-89 ans    | 8,1    |
| 14,8   | 60-74 ans    | 16,2   |
| 19,1   | 45-59 ans    | 18,4   |
| 19,5   | 30-44 ans    | 18,7   |
| 20,7   | 15-29 ans    | 19,1   |
| 20,2   | 0-14 ans     | 18     |

### Manifestations culturelles et festivités
- Les bals de carnaval

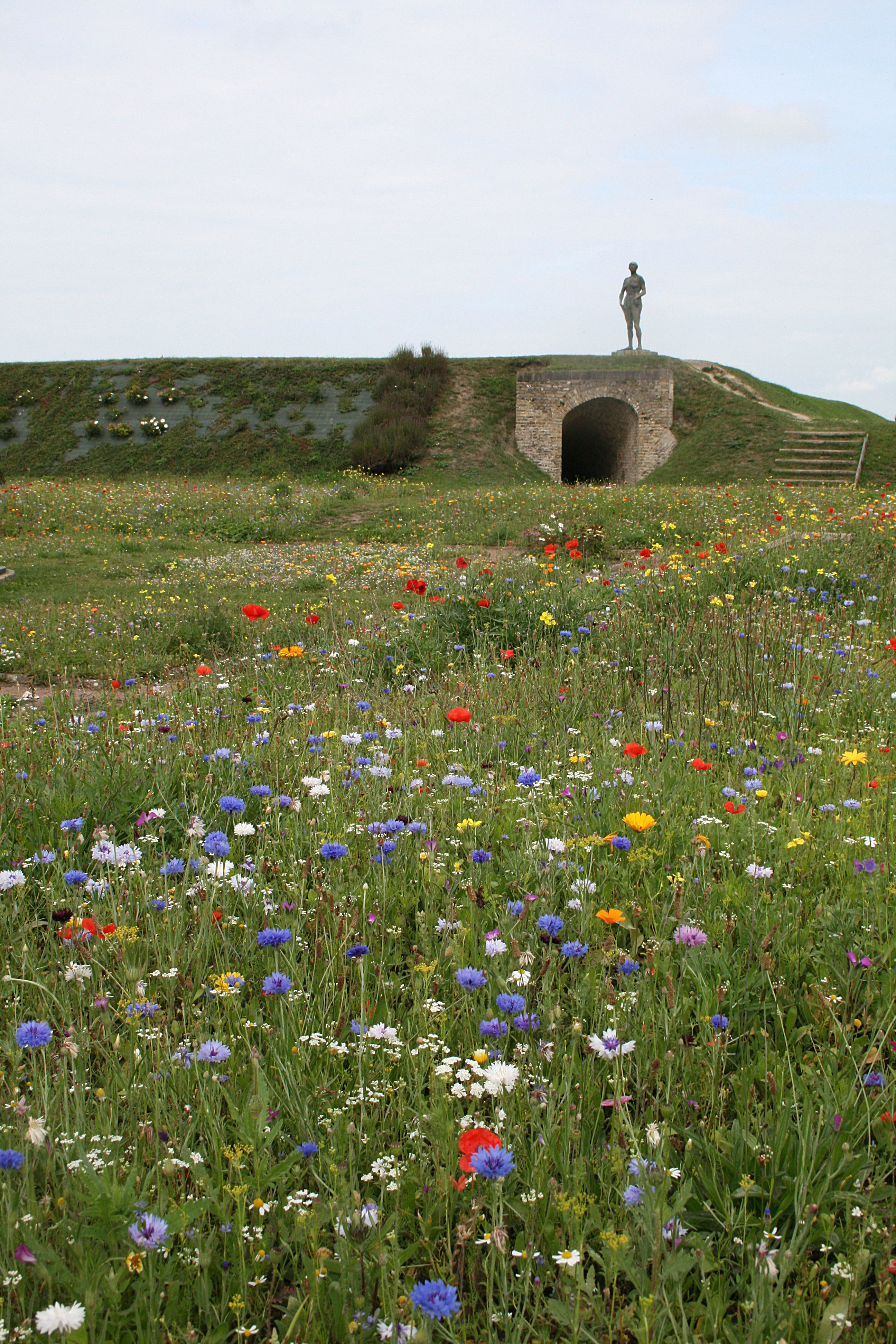
Les jardins de l'Arsenal.

- Les journées eurorégionales des villes fortifiées (3e week-end d'avril)
- La procession nautique du 15 août
- Le Son & Lumière (dernière quinzaine du mois d'août)
- Les journées européennes du Patrimoine (3e week-end de septembre)
- La fête des Islandais (dernier week-end de septembre)
- Le Marché de Noël

### Sports
La ville dispose de nombreuses infrastructures sportives. Le ministère des sports a décompté 103 équipements sportifs sur le territoire de la commune en 2013. On compte deux piscines, un boulodrome, une salle de billard, une salle de boxe, une salle de tennis et squash, une piste de karting, un terrain de rugby, une base de char à voile, sept salles multisports, une base d'aviron, quatre terrains de foot et un stade de foot.
Équipements sportifs :
- Le PAarc des Rives de l'Aa : espace multifonctionnel consistant en une base de loisirs et de sports de plein air. De dimension olympique (longueur 2 337 m, largeur 138 m, profondeur 3 m), le stade nautique répond aux normes des fédérations internationales et accueille depuis le printemps 2011 des équipes locales, régionales et nationales d'aviron, de canoë-kayak, de triathlon ou de natation longue distance en stage d'entraînement, ainsi que des compétitions d'envergure régionale, nationale et internationale.
- Centre équestre : intègre également une ferme animalière (entrée gratuite) avec de nombreuses activités ludiques et pédagogiques ainsi que des activités nature en saison (parcours aventure dans les arbres, mini-golf, tir à l'arc et course d'orientation).
- Sportica : salle de basket-ball et espace international des sports et des loisirs.
- La base nautique et de plein air Jean-Binard[125] : propose des activités sportives et de plein air telles que la voile, l'engin tracté, le char à voile, le kayak, la pirogue, le longe-côte, la pêche, le kitesurf et le stand up paddle.

Équipes et associations sportives :
- Basket Club Maritime Gravelines Dunkerque Grand Littoral (Sportica), club professionnel pensionnaire de l'élite depuis 1988, et dont le palmarès comporte notamment une coupe de France (2005), et deux victoires dans la Semaine des As/Leaders Cup (2011 et 2013).
- Le Ch'Tri Man (PAarc des Rives de l'Aa)[126].

Randonnées pédestres. 
Plusieurs randonnées pédestres sont possibles à Gravelines. 
- Randonnée de 9,9 km « De Vauban aux Islandais »[127] avec sa variante de 3,7 km[128].
- Randonnée de 3,4 km « Circuit de la forteresse maritime »[129].

### Médias
La radio Delta FM est née de la libéralisation des radios FM en 1981 et de la volonté de la ville de se doter d'une radio locale. Le projet, confié à l'époque au directeur du centre socioculturel de Petit Fort Philippe, se développe dès l'année 1984 avec le concours de salariés et de bénévoles de divers ateliers et activités du centre socioculturel et d'autres associations gravelinoises, tant pour les animateurs de la radio que pour les techniciens. La fréquence d'émission de 100,7 MHz fut attribuée et son premier emplacement fut chemin du Guindal, le long de la ligne de chemin de fer et environné par les champs, aujourd'hui située au cœur du complexe sportif Sportica.
Le choix du type d'antenne et sa construction sont confiés à des membres du club radioamateur F6KTV du centre socioculturel. Deux missions leur sont confiées :
1. Exploiter au mieux la puissance autorisée car à l'époque les puissances permises à l'antenne sont faibles,
2. Maîtriser la couverture d'un territoire minutieusement défini avec la condition de ne pas interférer avec les autres radios locales du littoral, notamment les radios de Dunkerque et de Calais, donc des lobes de rayonnement réduits dans ces deux directions.

D'où le choix fait par les radioamateurs de concevoir une antenne émettrice bidirectionnelle de type « rideau » orientée vers Arras avec couverture latérale réduite.
Dénommée Fréquence Delta à sa création, elle fut rebaptisée Delta FM dès 1986. Depuis, elle n'a cessé d'évoluer, de se professionnaliser, d'acquérir des moyens humains, techniques et d'infrastructures et surtout d'être à l'écoute du public afin de concevoir et de proposer les émissions qui en font aujourd'hui l'une des radios locales les plus écoutées de France.
Delta FM est toujours considérée par les Gravelinois comme leur radio locale. Elle a cependant su se restructurer pour se placer à la portée de ses auditeurs qui sont près de quatre-vingt-cinq mille à ce jour (2014). Elle est reçue sur un vaste territoire qui couvre le Dunkerquois, le Calaisis, le Boulonnais et l'Audomarois. Delta FM est devenue une radio de son temps avec une vingtaine de salariés, des antennes locales à Dunkerque, Boulogne et Saint-Omer. Delta FM émet toujours sur la bande FM, elle dispose d'un site web et diffuse en continu sur le web.

### Langue régionale
Sous la pression des rois de France, et surtout Louis XIV surnommé, en Flandre, « pit'je vierteen » (littéralement le petit quatorzième), les habitants de la région ont été plus qu'incités à abandonner la langue flamande. Cependant jusqu'en 1845, à Gravelines comme à Loon Plage, Bourbourg, Saint Pierrebrouck, Saint Georges sur l'Aa, Clairmarais, St-Folquin, le Haut-Pont, St-Omer-Cappelle, Oye, Ruminghem et Vieille-Église, le peuple parlait encore le flamand de manière courante.
D'autre part, le statut de place forte militaire française et l'activité commerciale très importante du port maritime et fluvial ont fait que la langue française s'est beaucoup plus développée à Gravelines qu'aux alentours. Aussi, dès le XVe-XVIe siècle, l'administration française a exigé que les textes administratifs soient rédigés en langue française. Quelques documents rédigés en langue flamande persistent encore de nos jours en ce qui concerne les relations avec la ville de Bourbourg à propos de l'entretien de la voie navigable.
De plus, au XIXe siècle, une importante émigration en provenance d'Artois a fait que les habitants ont abandonné la langue flamande d'origine au profit d'un parler picard spécifique du littoral mais néanmoins parfaitement inter-compréhensible avec les autres formes parlées dans le reste du domaine linguistique picard.
Aujourd'hui il n'y a plus aucune famille gravelinoise en mesure de transmettre la langue flamande parlée à l'origine par leurs aïeux.
Comme tous les habitants des Hauts de France d'influence picarde, les gravelinois appellent « patois » leur forme de parler picard.

## Économie

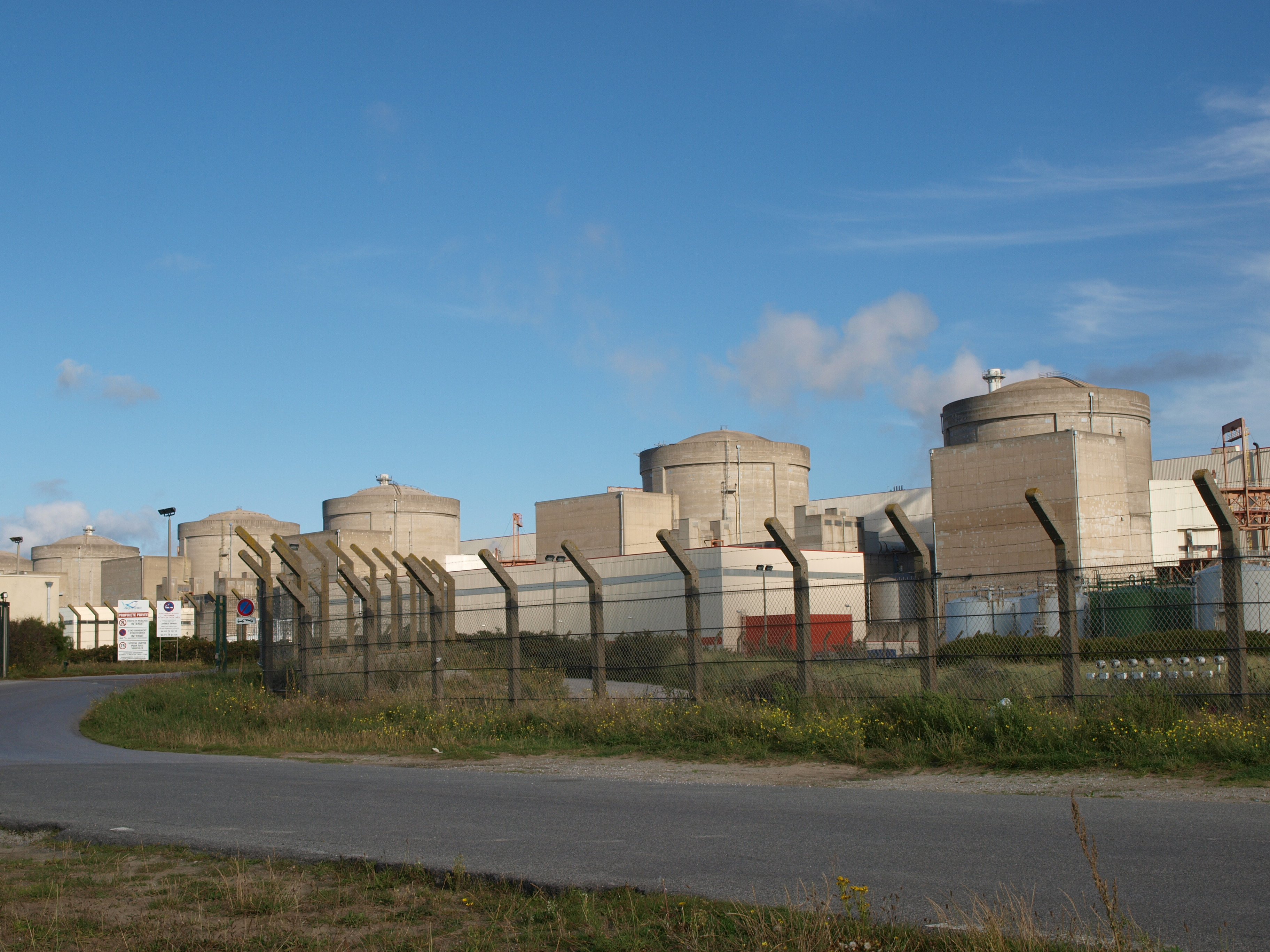
La centrale nucléaire EDF

- La centrale nucléaire de Gravelines est la seconde centrale la plus productive d'Europe, avec 35 TWh produits par an, après la Centrale nucléaire de Zaporijjia (Ukraine) qui produit 37 à 38 TWh par an et la plus puissante ex-aequo avec celle-ci (6 réacteurs de 910 MW toutes les 2).
- En 2013, l'hébergeur OVH a implanté un nouveau centre de données, alors le plus grand d'Europe. Il dispose d'une capacité de 500 000 serveurs sur 20 000 m2[135].
- L'usine Aluminium Dunkerque, appartenant au groupe Rio Tinto Alcan.
- La ferme aquacole Aquanord, leader français de la production de bars et de dorades.

Au total, ce sont plus de 300 entreprises qui sont implantées sur la commune.
Un marché se tient chaque semaine le vendredi matin.

## Culture locale et patrimoine

### Lieux et monuments

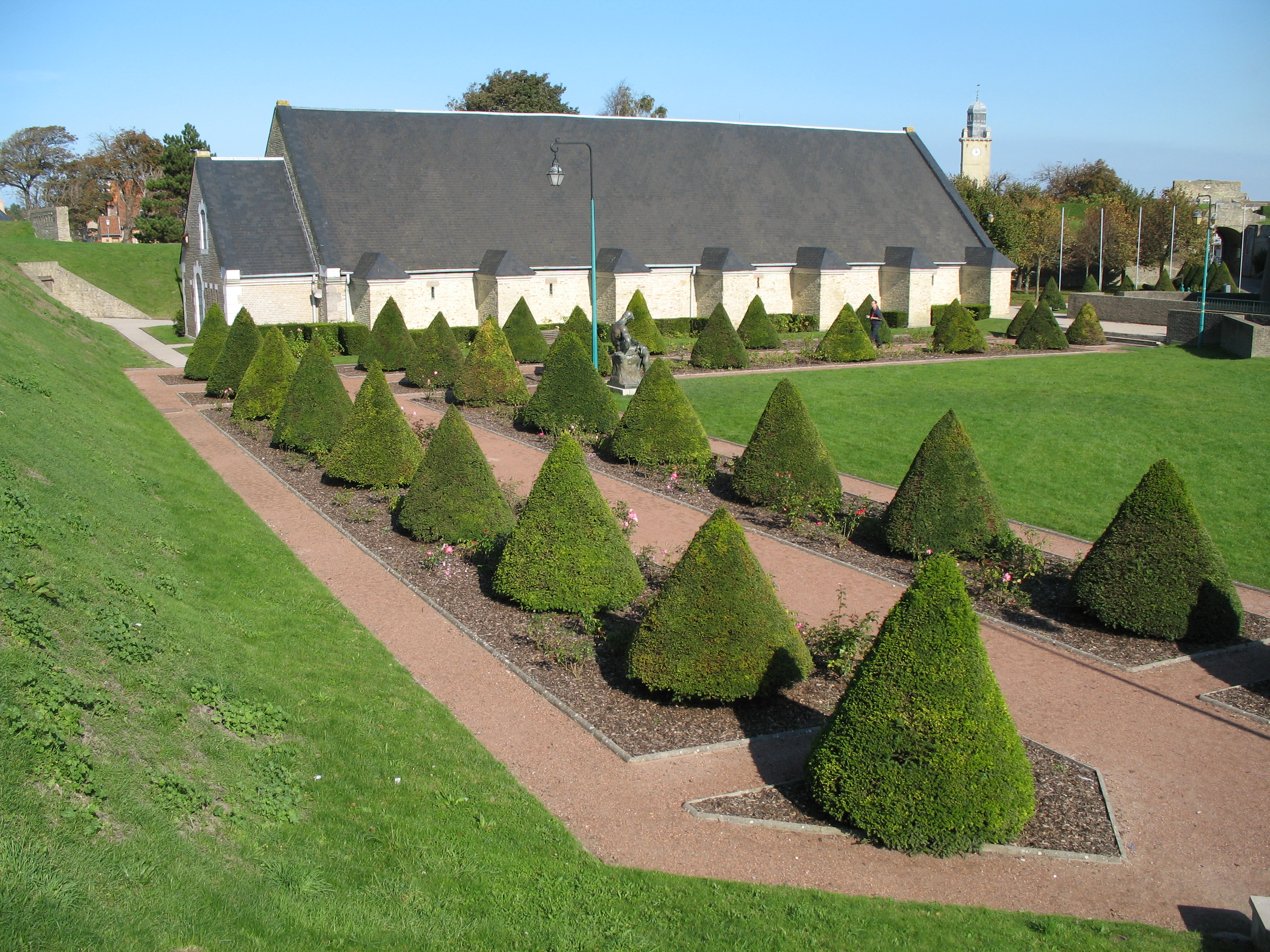
La poudrière abritant l'actuel musée du dessin et de l'estampe dans l'enceinte de l'arsenal

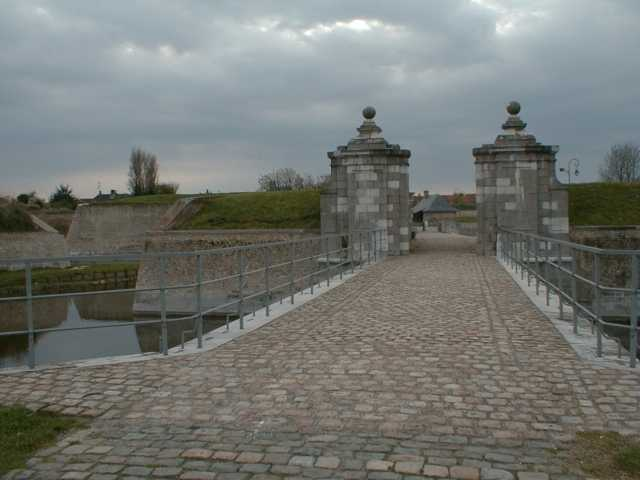
La porte aux boulles

- L'enceinte fortifiée fut conçue sous Charles Quint et les rois d'Espagne, qui la dotèrent de bastions d'angle couverts par un système de demi-lunes, de fossés en eau profonde et de contregarde. Elle fut légèrement remaniée par Vauban à la fin du XVIIe siècle.
- Le château, appelé aujourd'hui l'Arsenal, date du XVIe siècle, et a été restauré par Vauban après l'explosion de la poudrière en 1654. Il abrite le musée du dessin et de l'estampe originale de Gravelines[136].
- L'église Saint Willibrord fut en grande partie détruite par un ouragan sous le Premier Empire (effondrement de la flèche et du clocher). Édifiée en 1598, l'église Saint-Willibrord était de type hallekerque. Aujourd'hui, seule la façade est d'origine, avec un remarquable portail renaissance. À l'intérieur, dans la chapelle du bas-côté droit, on trouvera un retable datant du début XVIIe siècle. Des lambris, un buffet d'orgues orné d'instruments de musique entrelacés et une belle chaire de bois sculpté du XVIIe siècle constituent un ensemble de belle qualité. Les fonts baptismaux, datés de 1643, figurent dans l'église avec les armoiries du donateur[137]. L'église contient également les tombeaux de Claude Berbier du Metz (gouverneur) et de la famille Du Hamel. Celui de Valentin de Pardieu[138], l'un des plus prestigieux gouverneurs de Gravelines, a été détruit.

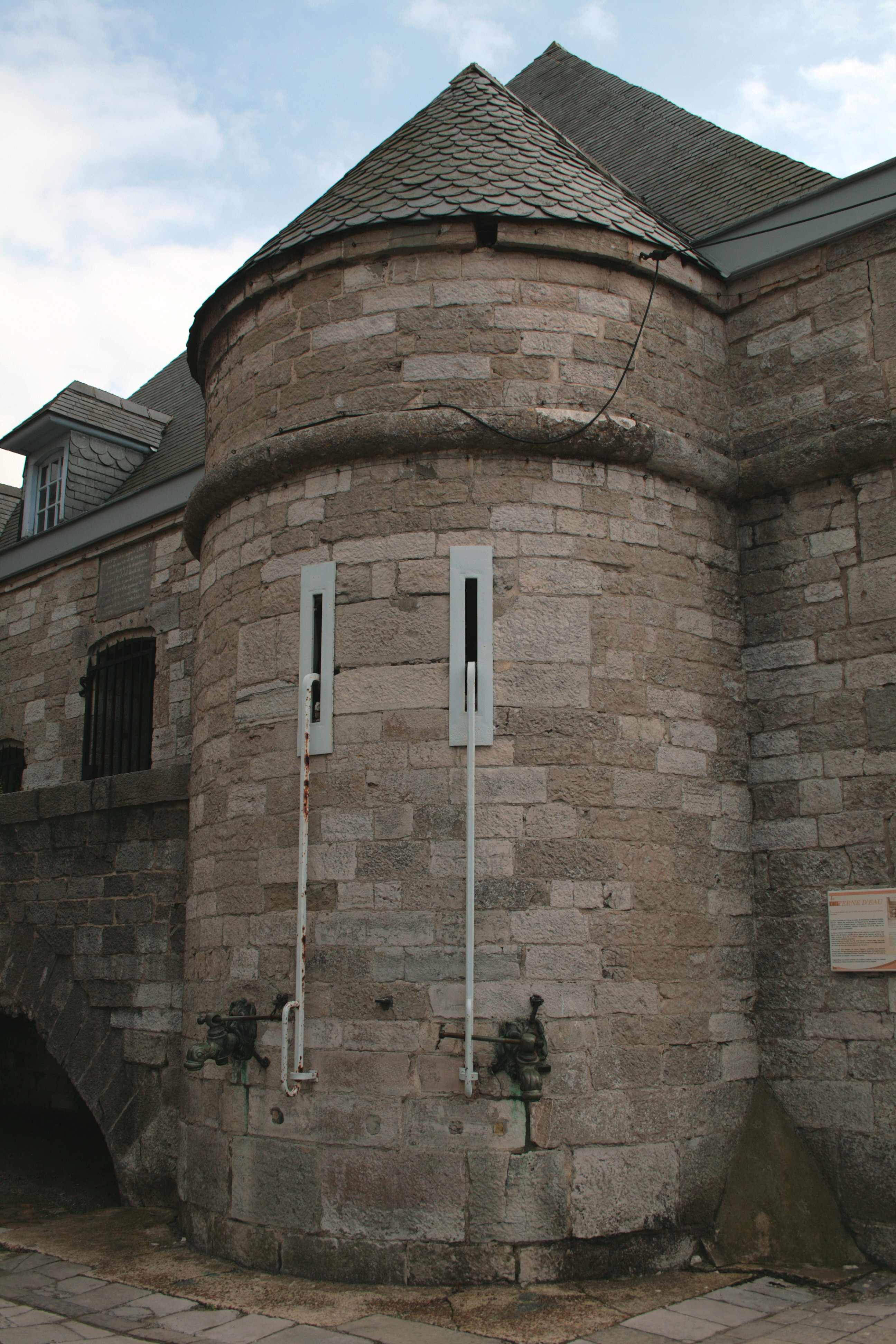
La citerne de la citadelle.

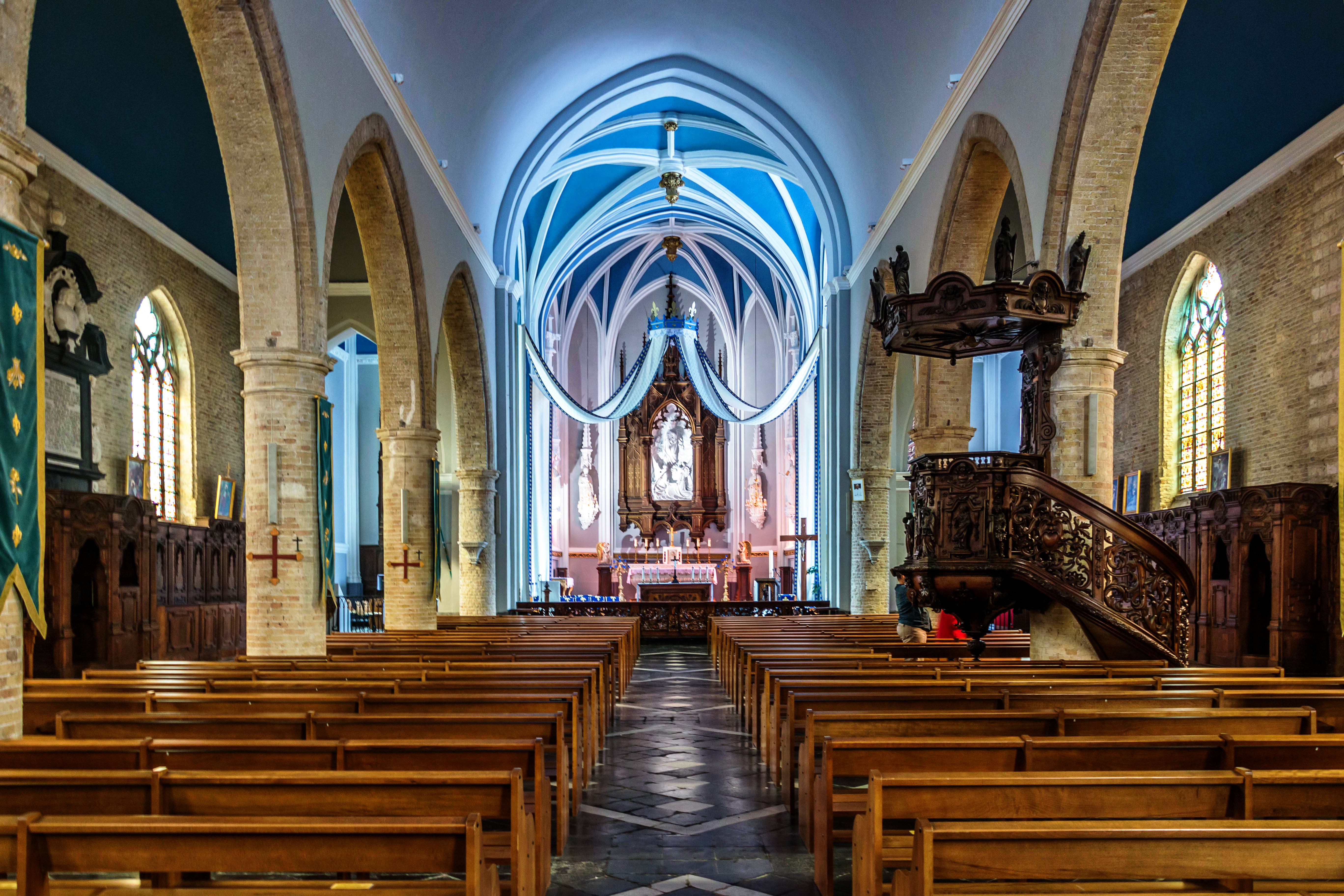
Église Saint Willibrord de Gravelines, France

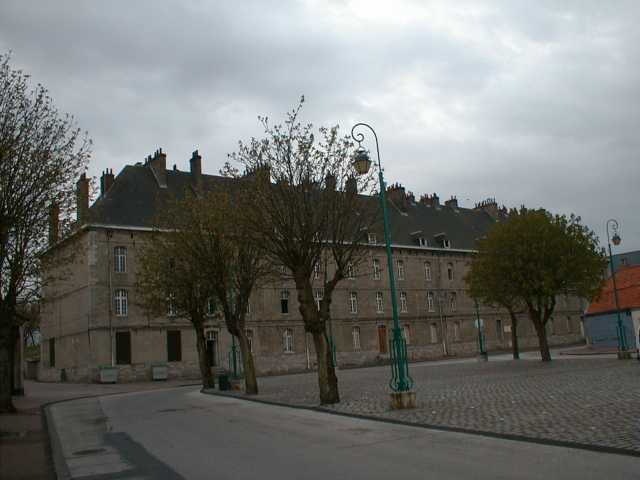
La caserne Varenne

- La citerne militaire : construite entre 1724 et 1725.
- La caserne Varennes : édifiée en 1737, pouvait alors accueillir près de 600 soldats.
- Les corps de garde.
- Le plan relief : milieu du XVIIIe siècle.
- La casemate Uxelles : édifiée sous la Révolution et l'Empire
- La porte de Dunkerque, dite porte aux boules, construite au XIXe siècle.
- L'hôtel de ville, construit en style classique sous la Restauration.
- Le beffroi, construit en 1827, a été inscrit sur la liste du patrimoine mondial de l'UNESCO en 2005. Il fait partie du groupe des Beffrois de Belgique et de France.

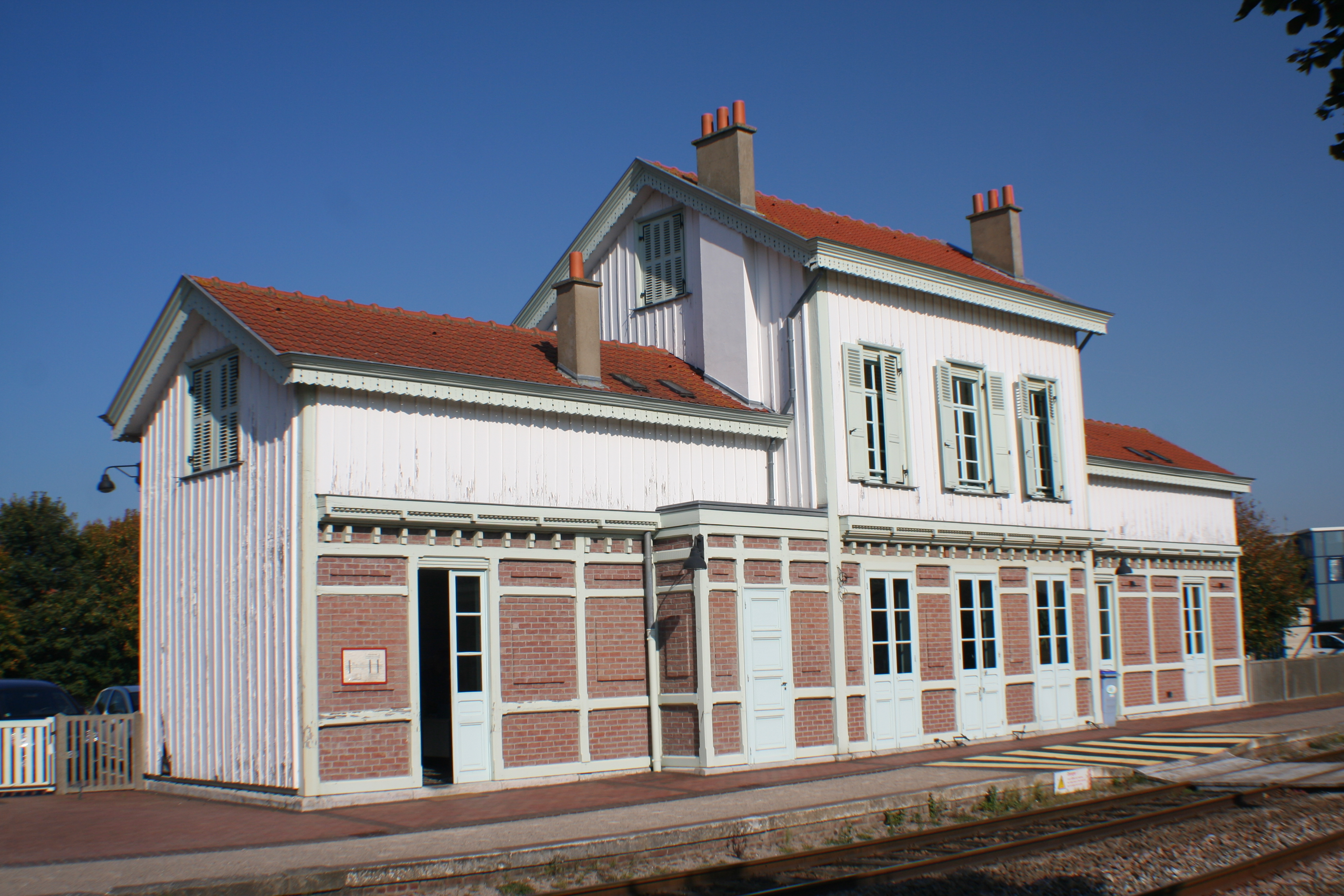
La gare

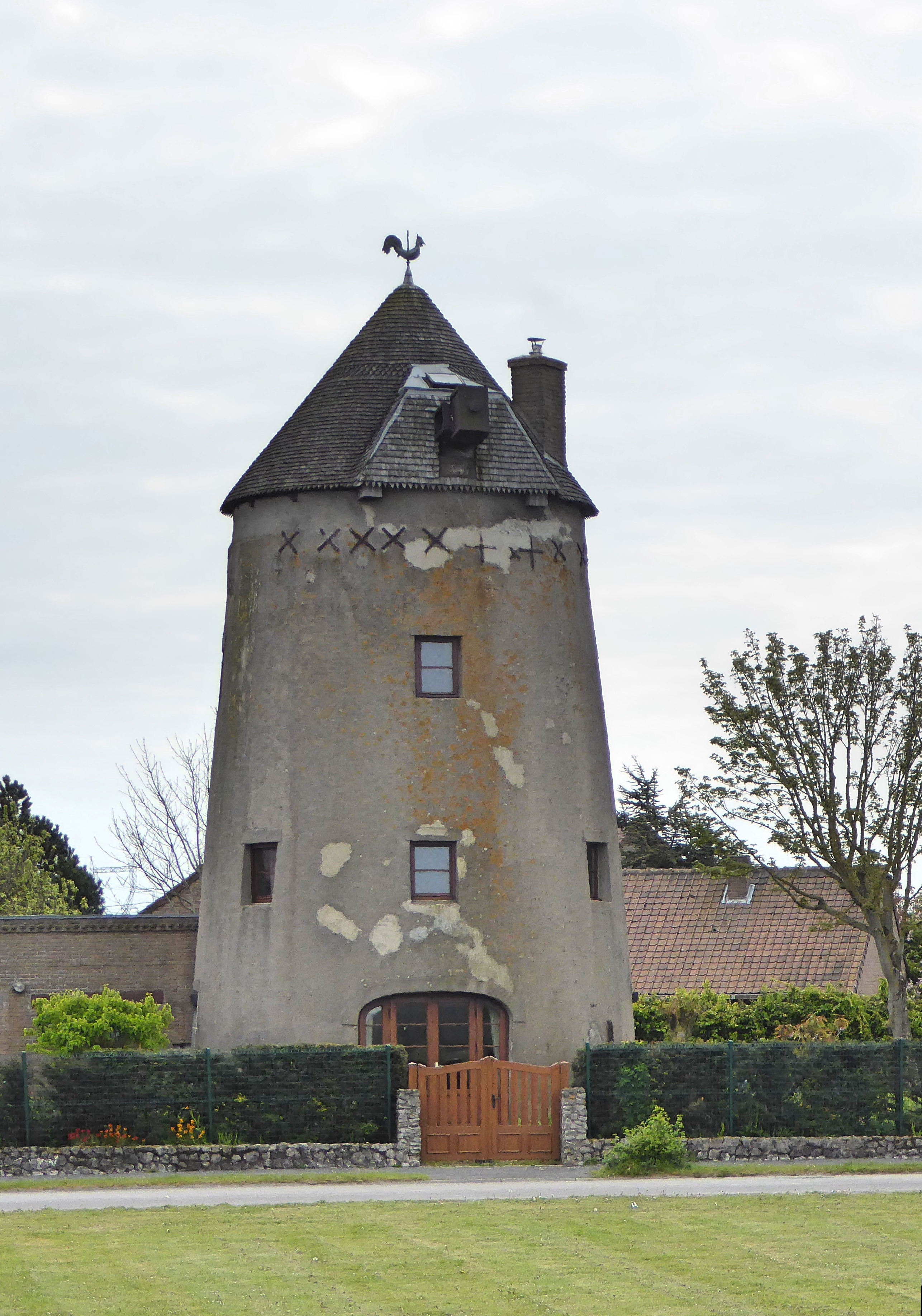
Moulin des huttes

- Le moulin Lebriez.

- le moulin des huttes
- Le phare, construit au XIXe siècle.
- La gare de Gravelines

### Personnalités liées à la commune
- Valentin de Pardieu, gouverneur de Gravelines, seigneur de la Motte et d'Esquelbecq, commandeur de l'Ordre de Saint-Jacques (1574-1594), mort au siège de Doullens[139]
- Pierre Lanssel, jésuite et érudit, mort à Madrid en 1632.
- Jean Joseph Édouard Reed (1739-1819), général des armées de la République y est né.
- Jean-Baptiste Gabriel Rivière (1739-1825), premier maire de Gravelines, député du Nord sous le Directoire.
- Charles François Droüart de Lezey (1781-1818), magistrat et homme politique français.
- Jacques Aupick (1789-1857), général français, beau-père de Charles Baudelaire.
- André Louis Gody, né à Gravelines en 1828, servit de modèle au zouave du pont de l'Alma.
- Eugène Chigot (1860-1923) peignit dans la région.
- Charles Valentin (1881-1939), avocat et homme politique français.
- Albert Denvers (1905-2006), maire de Gravelines.
- François Vérove (1962-2021), violeur, tueur en série et ancien motard de la garde républicaine.
- Liza Del Sierra (1985), actrice de films pornographiques originaire de Gravelines.

### Le Jean Bart

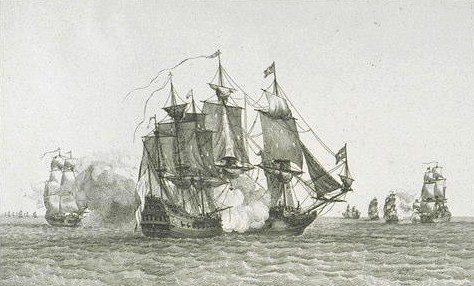
Représentation du Jean Bart et le Forsin

En 1992, l'association Tourville lance un projet de construction d'un navire de guerre du XVIIe siècle, le Jean Bart. Les travaux débutent en 2002. Il s'agit d'un vaisseau de ligne de 1er rang de 84 canons mesurant 57 m de long. Sa construction devrait durer 25 ans. Le chantier se visite et pourrait constituer à terme une attraction touristique importante pour la ville comme l'Hermione à Rochefort (Charente-Maritime) achevée en 2014.

### Héraldique
| Armes de Gravelines (Nord) | Les armes de Gravelines se blasonnent ainsi : D'or au lion de sable armé et lampassé de gueules, à la bordure endentée du même. |